# Westerwald
Der Westerwald ist ein deutsches Mittelgebirge. Er gehört zum rechtsrheinischen Teil des Rheinischen Schiefergebirges und erstreckt sich über die Bundesländer Rheinland-Pfalz, Hessen und Nordrhein-Westfalen. Seine höchste Erhebung ist mit 657,3 m ü. NHN die zum Hohen Westerwald gehörende Fuchskaute.
Der Westerwald wird landläufig definiert als jenes Land zwischen den Flüssen Dill im Osten, Lahn im Süden, Rhein im Westen, Sieg im Norden und Heller im Nordosten, wobei die im Norden dieses Gebiets gelegenen Höhenzüge unmittelbar südlich von Sieg und Heller naturräumlich nicht mehr zum Westerwald gehören. Die historische Region Westerwald hat demgegenüber noch etwas abweichende, nicht exakt zu bemessende Grenzen.

## Geographie

### Lage

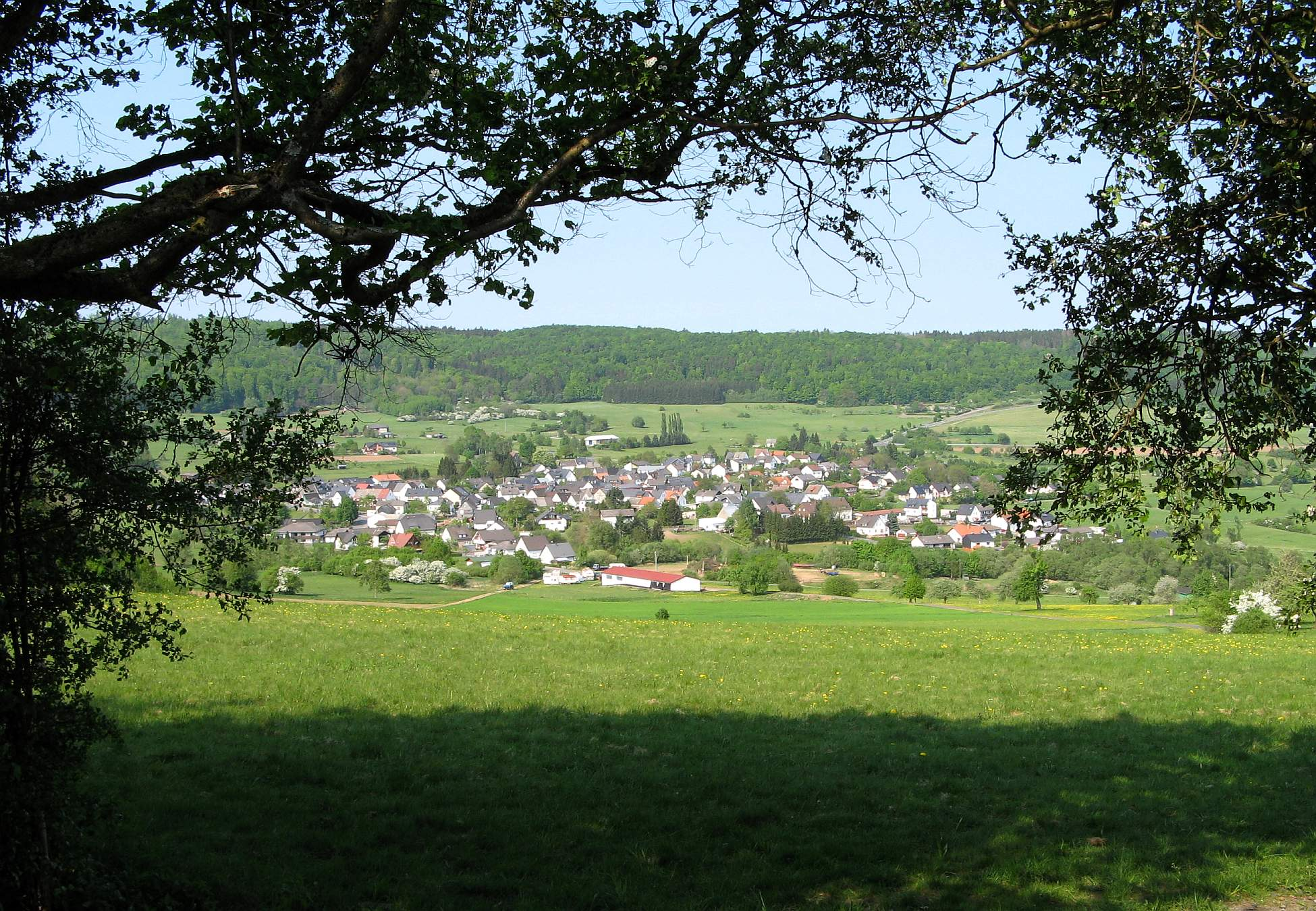
Westerwald bei Arborn

Der Westerwald liegt südwestlich des Dreiländerecks von Hessen, Nordrhein-Westfalen und Rheinland-Pfalz. Sein Osten liegt im Lahn-Dill-Kreis, sein Südosten im Landkreis Limburg-Weilburg (beide Hessen), sein Zentrum im Westerwaldkreis, sein Westen im Landkreis Neuwied (beide Rheinland-Pfalz), sein Nordwesten im Rhein-Sieg-Kreis (Nordrhein-Westfalen) und sein Norden im Landkreis Altenkirchen (RP). Hinzu kommen kleine Randanteile am Kreis Siegen-Wittgenstein (NW) im äußersten Nordosten, am Rhein-Lahn-Kreis (RP) im Süden, am Landkreis Mayen-Koblenz (RP) und der Stadt Koblenz im Südwesten und an der Stadt Bonn (NW) im äußersten Nordwesten.
Er erstreckt sich etwa südlich von Burbach, südwestlich von Haiger, nordwestlich von Weilburg, nördlich von Limburg an der Lahn, nordöstlich von Koblenz, östlich von Linz am Rhein, südöstlich von Wissen und südlich von Betzdorf. In seinem Zentrum liegen Bad Marienberg, Hachenburg, Westerburg und Rennerod.
Im Uhrzeigersinn wird der Westerwald durch die Tallandschaften dieser Fließgewässer begrenzt:
- Dill (Dilltal) im Osten
- Lahn (Gießen-Koblenzer Lahntal) im Süden
- Rhein (unteres Endstück des Oberen Mittelrheintals, Neuwieder Rheintalweitung und Unteres Mittelrheintal) im Westen
- Sieg (Mittelsiegtal) im Norden
- Heller (Mittleres Hellertal) im Nordosten

Östlich der Dill schließt sich das Gladenbacher Bergland an, südlich der Lahn der Hintertaunus, westlich des Rheins die Eifel, nördlich der Sieg das Ebbegebirge und nordöstlich der Heller das Rothaargebirge.
Geomorphologisch gehört der Westerwald zum Rheinischen Schiefergebirge und bildet den zentral westlichen Teil von dessen östlicher, rechtsrheinischer Hälfte. Es gehört allerdings auch das östlich der Dill gelegene, bis 609,4 m hohe Gladenbacher Bergland und die bis 568,1 m hohe Struth zum Naturraum Westerwald, während die 609 m hohe Haincher Höhe (von der die Struth abzweigt) nebst der 579,9 m hohen Kalteiche schon zum Rothaargebirge gezählt wird.

### Naturräumliche Gliederung
Insgesamt zeigt der Westerwald von seinen hohen Rändern her eine leicht beckenförmige Grundstruktur, die durch eine Vielzahl meist sanfter Hügelwellen überlagert ist. Von den Randerhebungen, in die Flüsse tiefe und enge Täler eingekerbt haben, fällt der Westerwald in die ihn umgebenden Flusslandschaften allerdings meist steil ab. Ausnahmen sind die sanften Anstiege zu den Pforten in den Westerwald, so im Westen aus dem Neuwieder Becken am Rhein nach Rengsdorf, und im Süden aus dem Limburger Becken von der Lahn nach Hadamar.
Der in den oben skizzierten Grenzen bemessene Westerwald gliedert sich naturräumlich in folgende Landschaften (Naturräume, die Außengrenzen darstellen, in Klammern):
| - zu 29 Mittelrheingebiet - zu 290 Oberes Mittelrheintal - 290.4 Lahnsteiner Pforte - zu 291 Mittelrheinisches Becken - 291.0 Neuwieder Rheintalweitung - 291.1 Neuwieder Beckenrand - 291.10 Hüllenberger Randterrasse - 291.11 Wollendorf-Gladbacher Beckenhang - 291.12 Ehrenbreitsteiner Randterrasse - zu 292 Unteres Mittelrheingebiet - 292.1 Unteres Mittelrheintal - 292.10 Andernacher Pforte - 292.11 Linz-Hönninger Talweitung - 292.12 Honnefer Talweitung - 292.3 Linzer Terrasse - 292.4 Siebengebirge - 292.5 Pleiser Hügelland („Pleiser Ländchen“) - 31 Gießen-Koblenzer Lahntal - zu 33 Süderbergland - zu 330 Mittelsieg-Bergland - 330.0 Südliches Mittelsieg-Bergland (Siegerwesterwald – 191 km²) - 330.00 Leuscheid - 330.01 Nisterbergland - 330.1 Mittelsiegtal - zu 331 Siegerland (Naturraum) - zu 331.3 Hellerbergland - 331.31 Mittleres Hellertal - 331.32 Südliches Hellerbergland (mit Die Höh) | … Fortsetzung - zu 32 Westerwald (Naturraum) - zu 321 Dilltal - 321.0 Unteres Dilltal - 321.1 Oberes Dilltal - 322 Hoher Westerwald (346 km²) - 322.0 Westerwälder Basalthochfläche - 322.1 Neunkhausen-Weitefelder Plateau - 323 Oberwesterwald (669 km²) - 323.0 Westerwald-Osthang (Dillwesterwald) - 323.1 Oberwesterwälder Kuppenland - 323.2 Dreifelder Weiherland - 323.3 Südoberwesterwälder Hügelland - 323.30 Steinefrenzer Platte | … Fortsetzung - (immer noch 32 Naturräumlicher Westerwald) - 324 Niederwesterwald (1316 km²) - 324.0 Emsbach-Gelbach-Höhen - 324.00 Horchheimer Höhe - 324.01 Emsbachtal - 324.02 Hochfläche von Welschneudorf - 324.03 Gelbachtal - 324.04 Eppenroder Hochfläche (Hochstein-Rücken) - 324.1 Montabaurer Höhe - 324.2 Montabaurer Senke - 324.3 Kannenbäcker Hochfläche - 324.4 Rhein-Wied-Rücken - 324.5 Waldbreitbacher Wiedtal - 324.6 Sayn-Wied-Hochfläche - 324.60 Isenburger Sayntal - 324.7 Dierdorfer Senke - 324.8 Asbach-Altenkirchener Hochflächen - 324.80 Asbacher Hochfläche - 324.81 Altenkirchener Hochfläche - 324.9 Rheinwesterwälder Vulkanrücken |

### Der Westerwald im engeren Sinn
Der Westerwald im engeren Sinn teilt sich auf in drei Regionen bzw. naturräumliche Haupteinheiten: Hoher Westerwald, Oberwesterwald und Niederwesterwald.

#### Hoher Westerwald

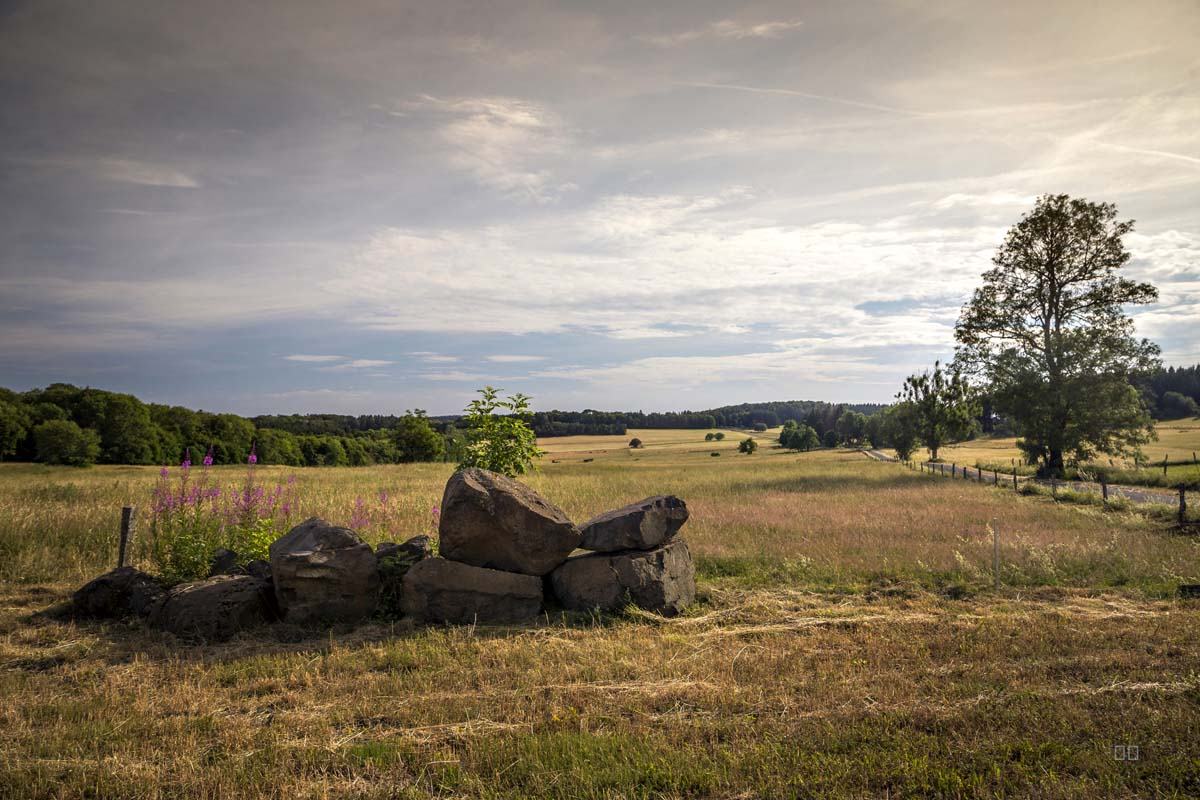
Basaltbrocken auf dem Hohen Westerwald über Homberg
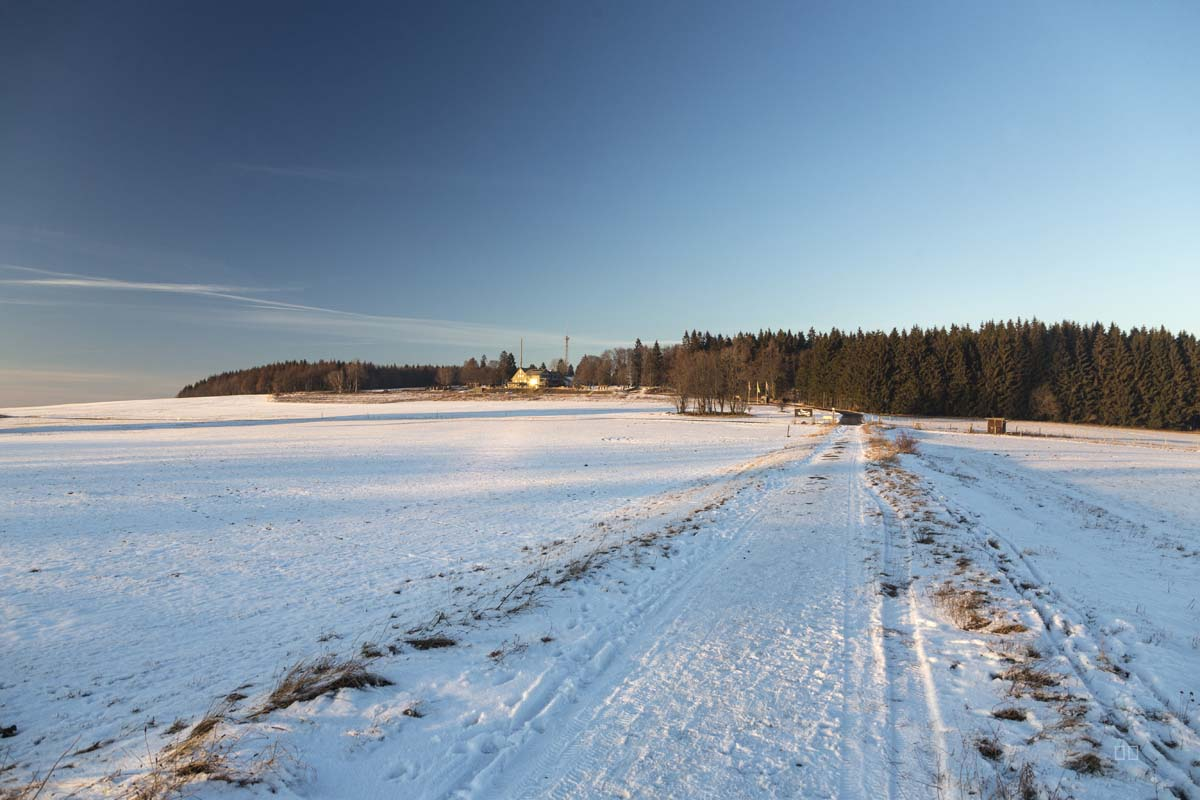
An der Fuchskaute, der höchsten Erhebung auf dem Westerwald
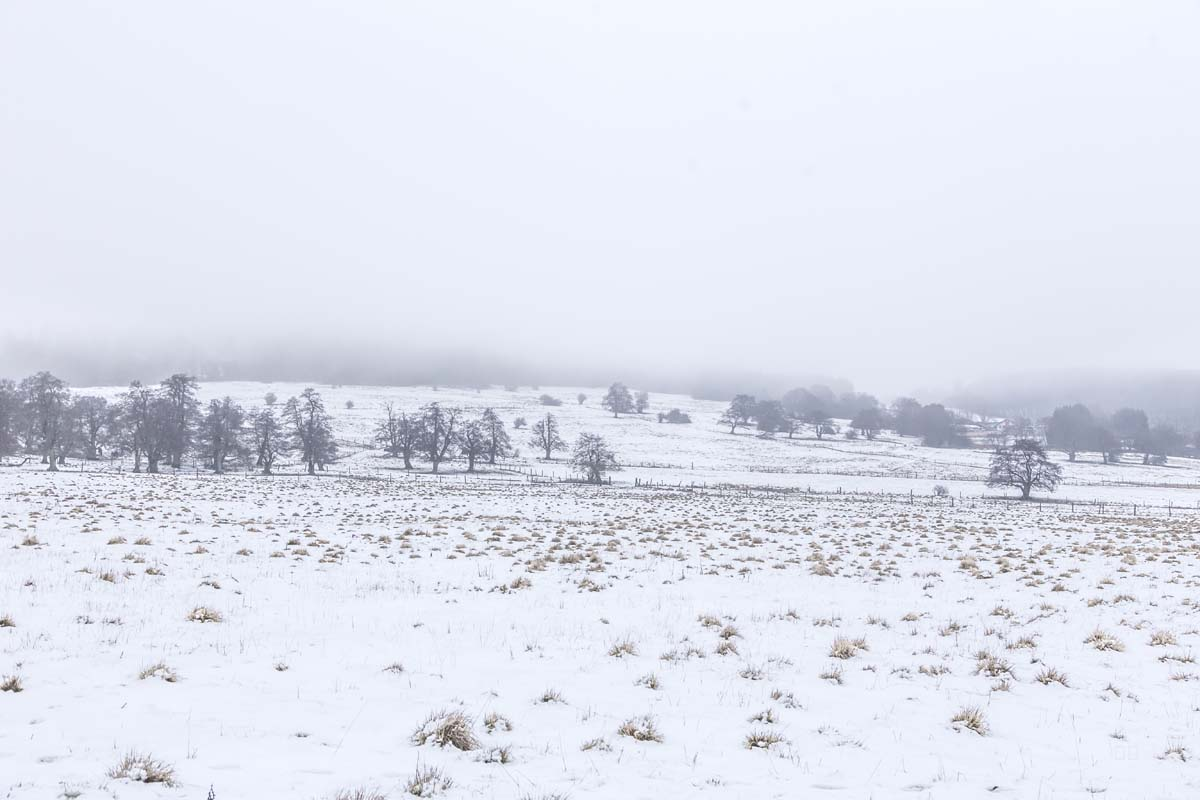
Winterliche Huteweide bei Gusternhain auf dem Hohen Westerwald
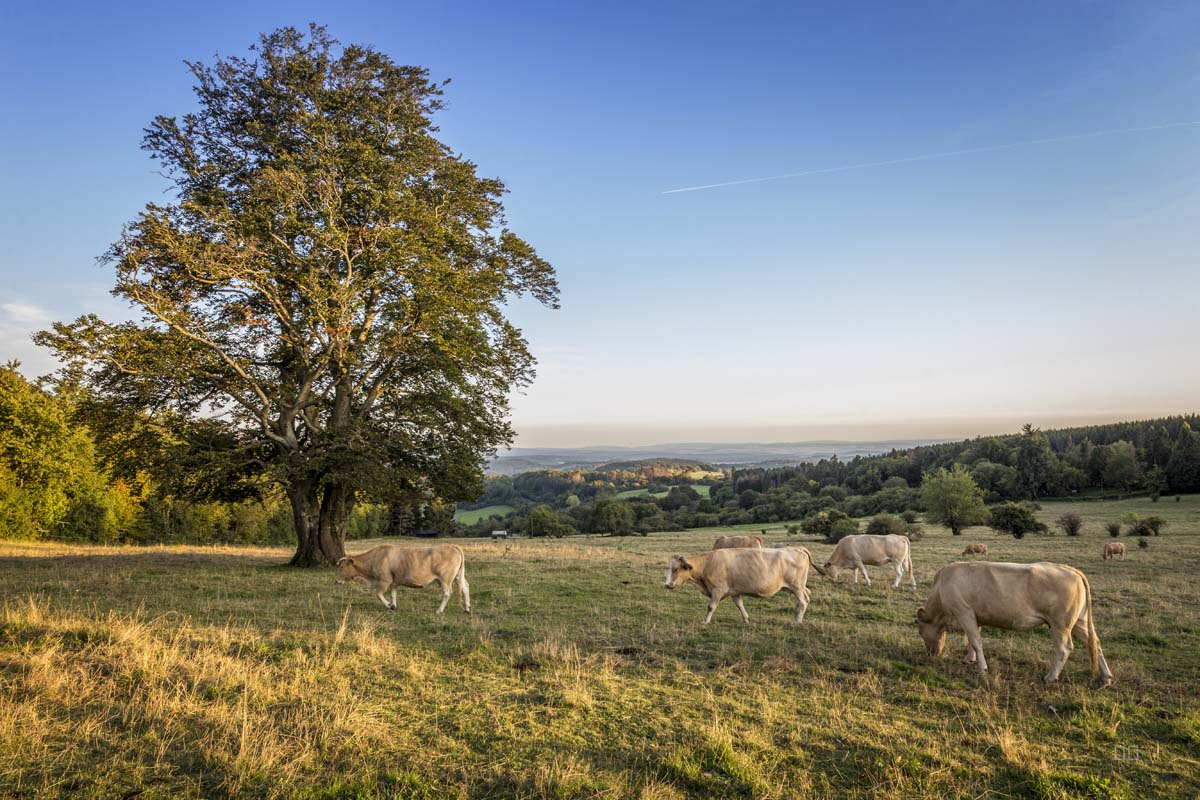
Weide am Knoten auf dem Hohen Westerwald
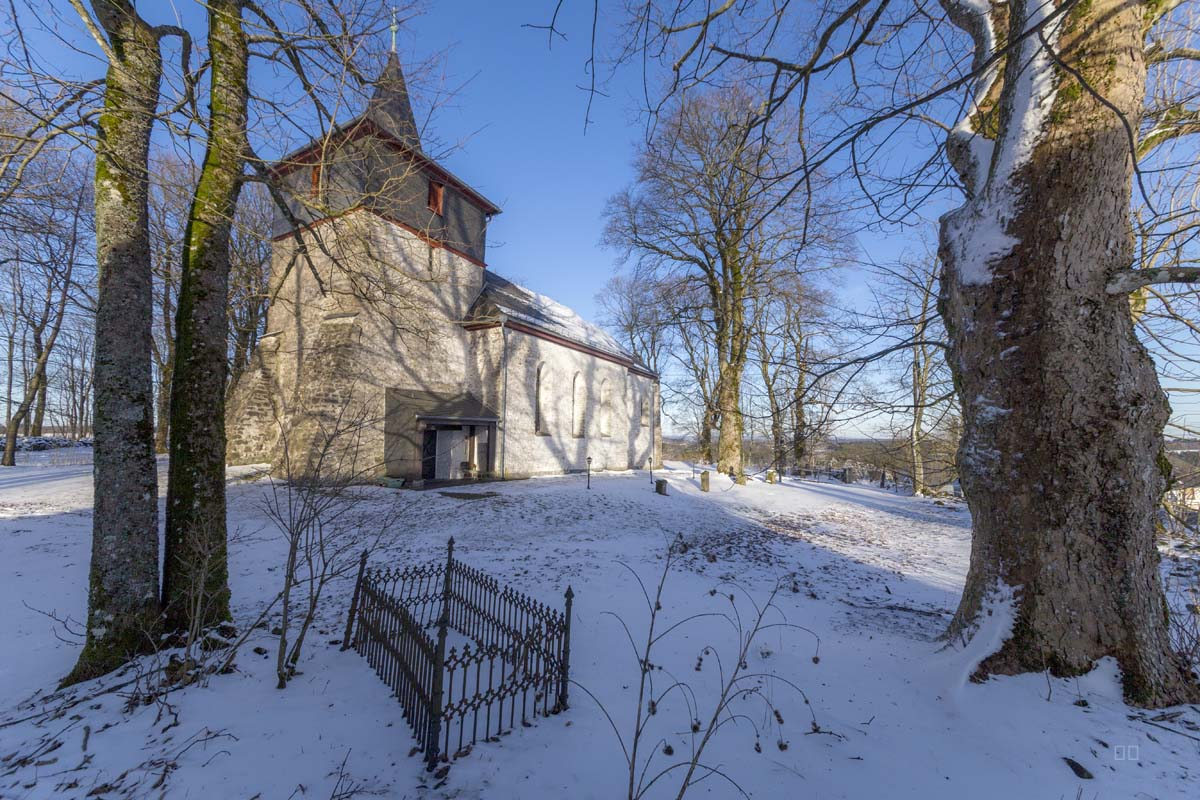
Höchstgelegene Kirche auf dem Westerwald

Die Bezeichnung Hoher Westerwald taucht zum ersten Mal 1786 auf. Die Grenzen des Gebiets werden seitdem in der Literatur unterschiedlich eng gefasst. Der Hohe Westerwald ist eine mit Wäldern versehene und wellige Hochfläche als basaltiger Höhenschwerpunkt des Mittelgebirges mit ausgeprägtem Reizklima auf rund 450 bis 657,3 m Höhe. Hier befindet sich mit der Fuchskaute der höchste Berg des Westerwaldes. Das Gebiet unterteilt sich in die Teillandschaften Westerwälder Basalthochfläche und Neunkhausener-Weitefelder Plateau. Das Dreiländereck Nordrhein-Westfalen-Hessen-Rheinland-Pfalz befindet sich ebenfalls im Hohen Westerwald.
Typisch und prägend für die Landschaft waren offene Räume, oft als Heide, wie die hier abgebildete bei Westernohe als letzte verbliebene Heide auf dem Hohen Westerwald.

#### Oberwesterwald

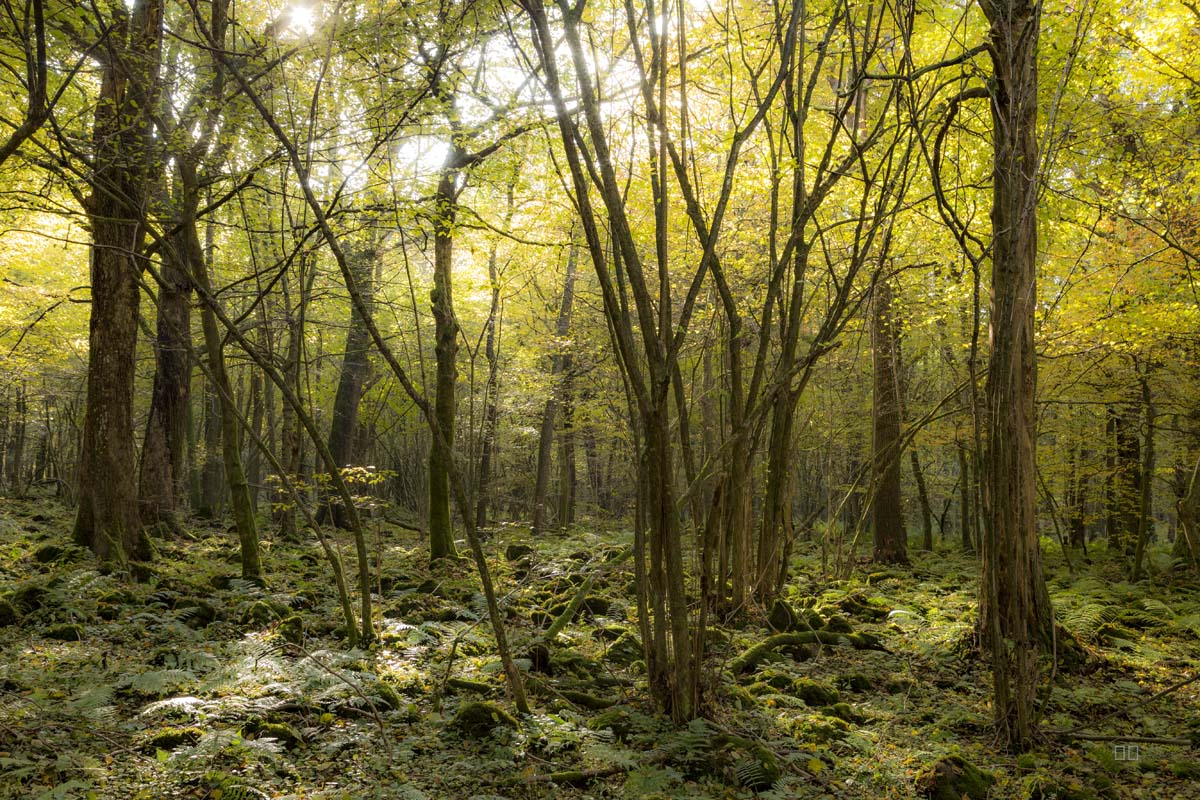
Ursprünglicher Blockschuttwald bei Dickendorf
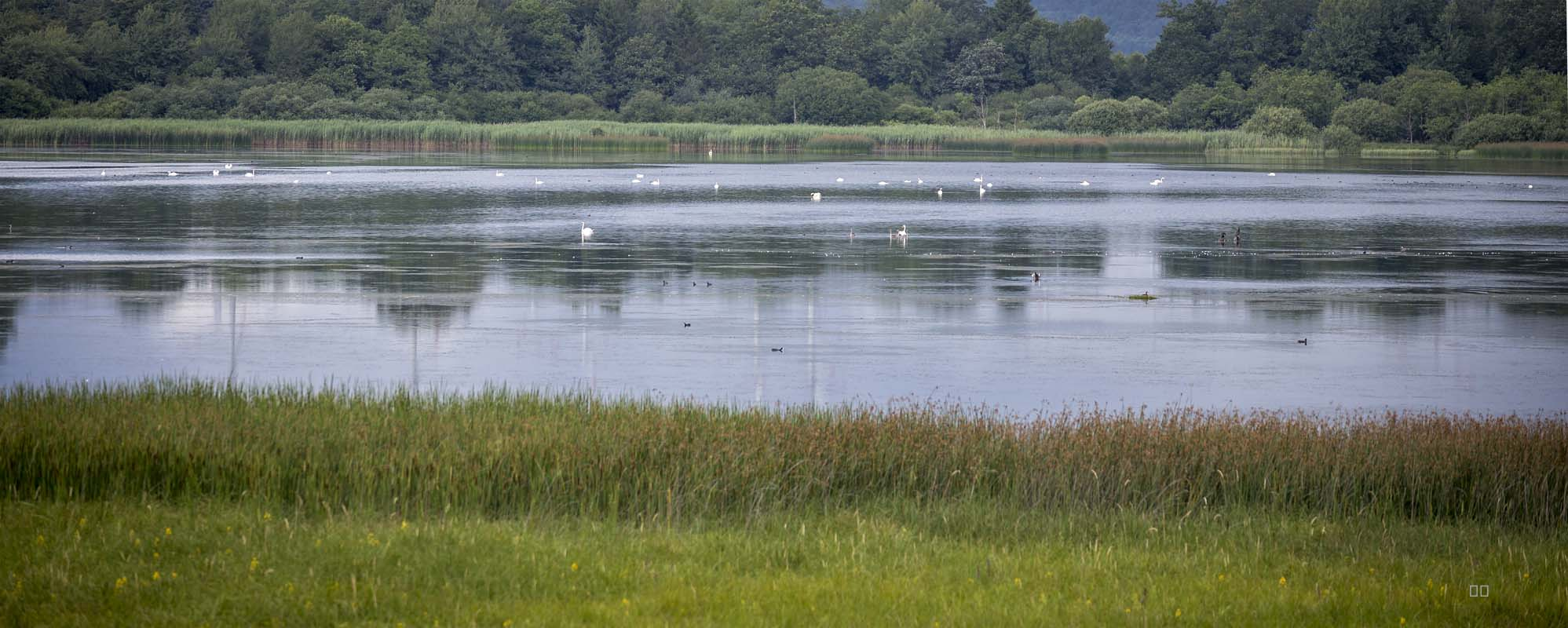
Dreifelder Weiher - Westerwälder Seenplatte
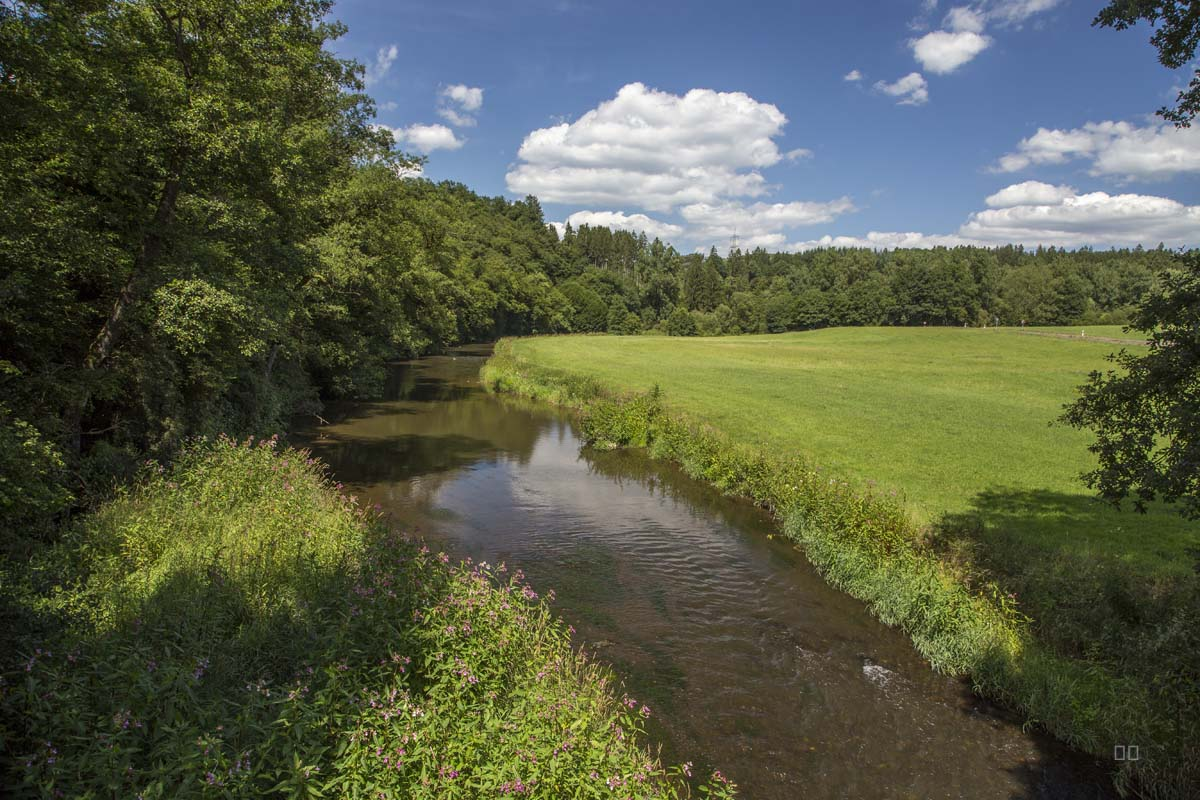
Das Tal der Nister im oberen Westerwald
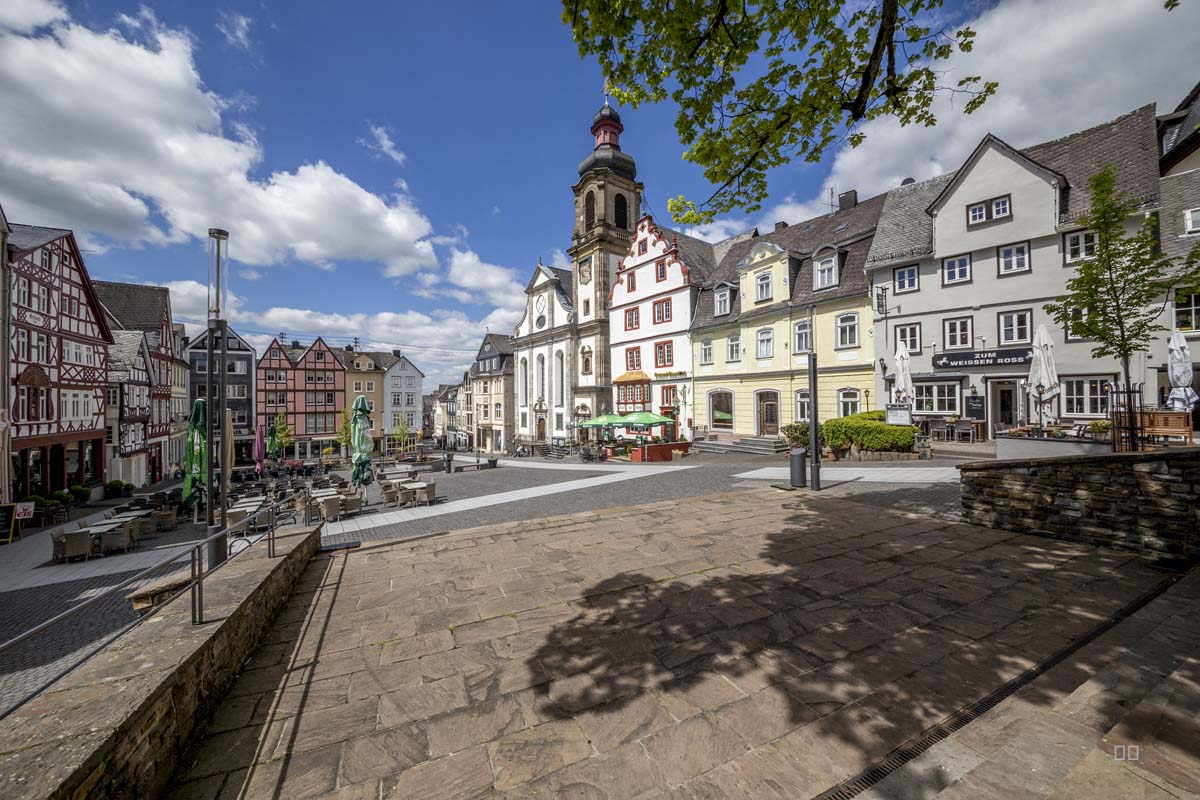
Hachenburg - Hauptort des Oberwesterwaldes
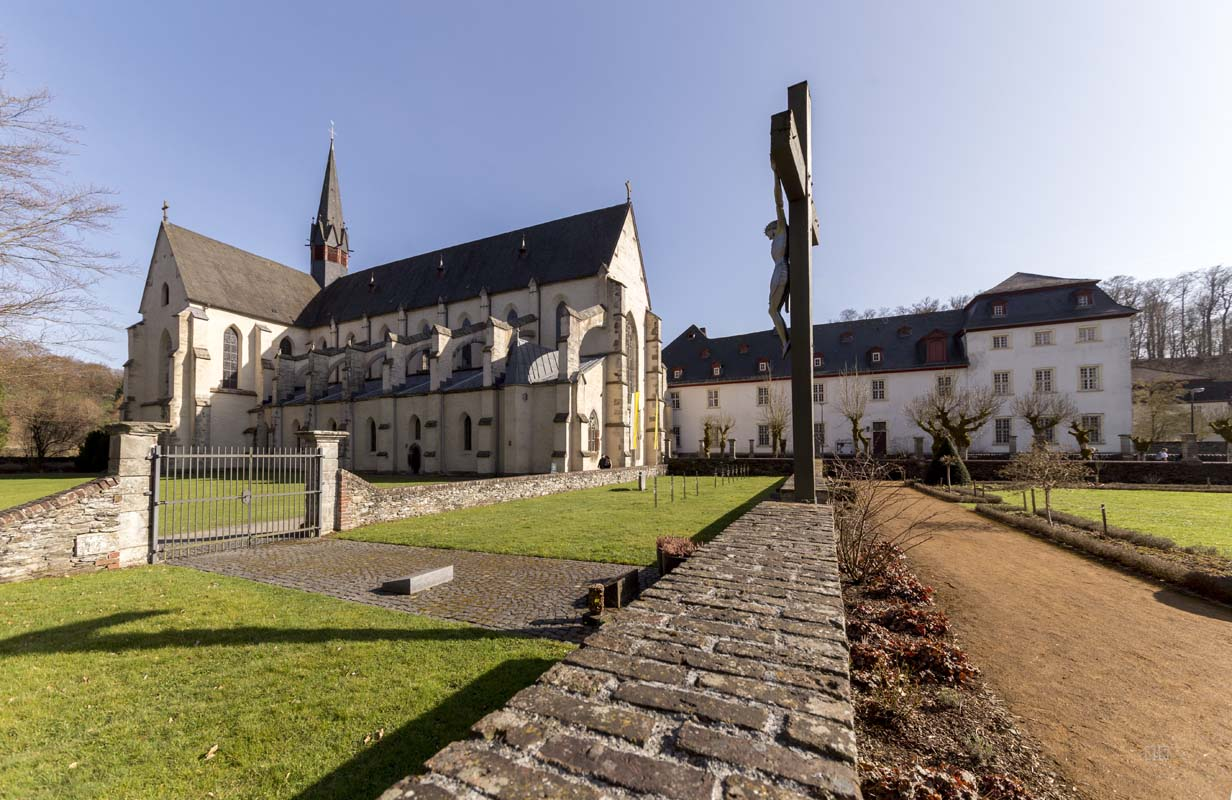
Kloster Marienstatt - Oberwesterwald
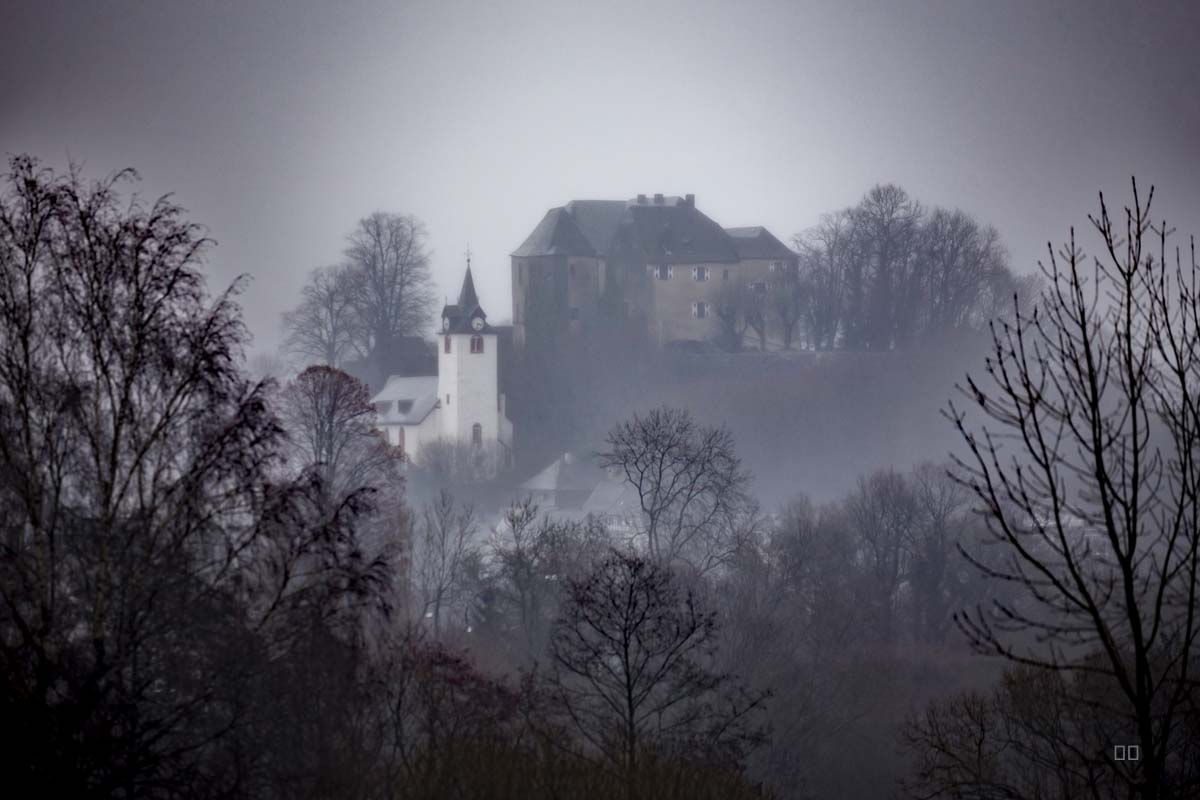
Die Westerburg in Westerburg im Oberwesterwald

Der Oberwesterwald liegt als teils bewaldetes vulkanisches Kuppenland mit größeren Basaltdecken vor allem im Bereich der Westerwälder Seenplatte auf etwa 350 bis 500 m Höhe. Südlich schließt sich als Teil des Lahntals das Hügelland des Limburger Beckens an.

#### Niederwesterwald

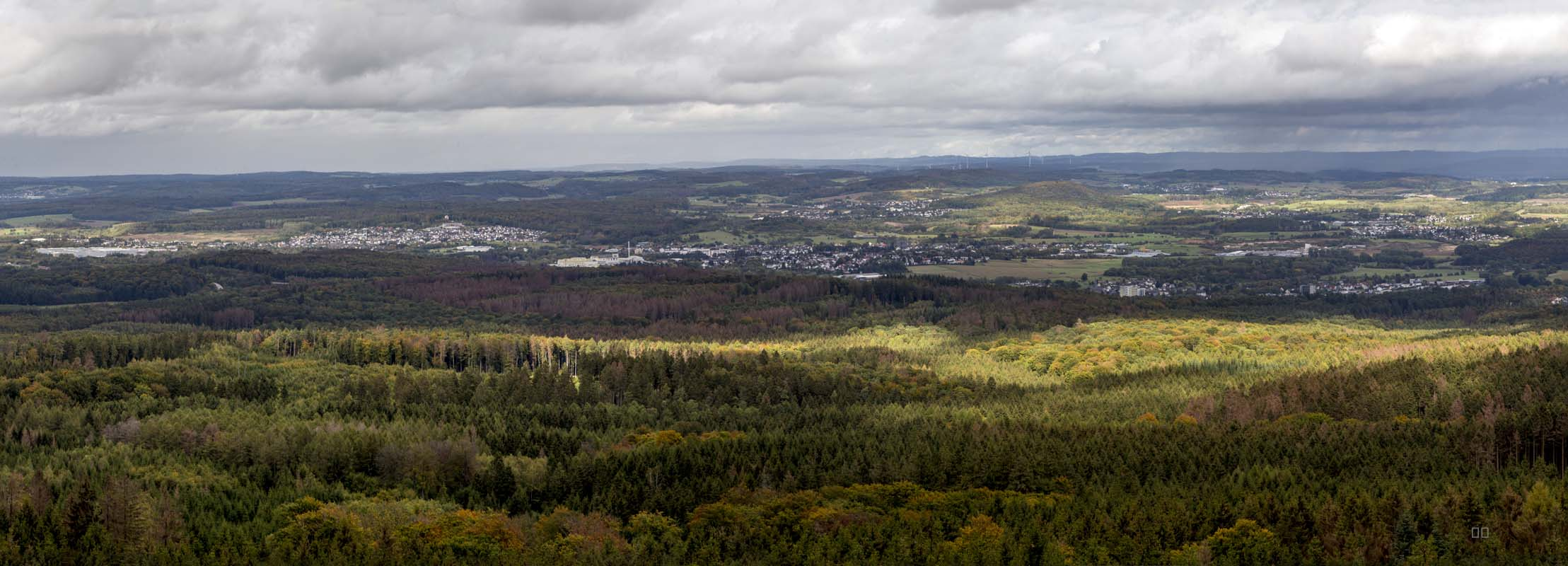
Unterwesterwald - Blick vom Köppel
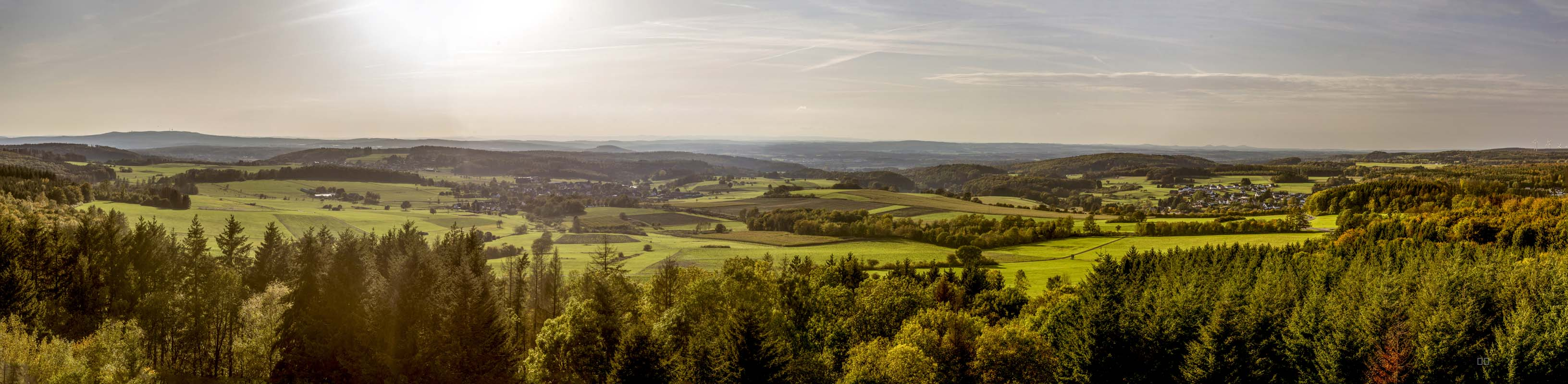
Blick vom Helleberg nach Westen
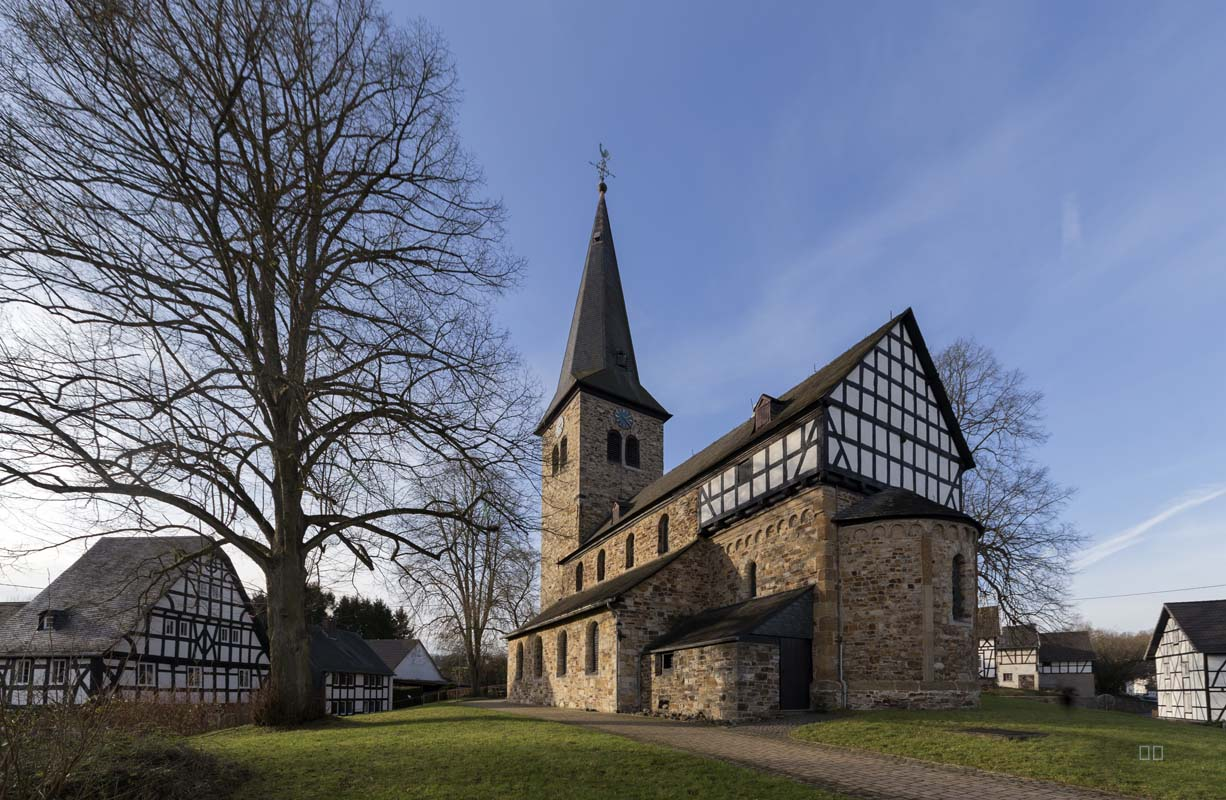
Das Fachwerkdorf Mehren

Der Niederwesterwald (häufig auch als Unterwesterwald bezeichnet) grenzt an die Tallandschaften von Rhein und Lahn und stellt den West- und Südwestteil des Westerwaldes als zertaltes Rumpfgebirge in Höhenlagen von 200 bis 400 m dar. Darin eingelagerte Senkungsräume (Dierdorfer Senke, Montabaurer Senke) sind für ihre Tonvorkommen bekannt (Kannenbäckerland). Im Südwesten befinden sich mit der waldreichen Montabaurer Höhe (545,2 m) ein Härtlingszug aus Quarzit sowie das Naturschutzgebiet Malberg. Das nordwestlich anschließende Siebengebirge bei Bonn (bis 460,7 m) wird naturräumlich schon dem Mittelrheingebiet zugerechnet.

### Heutige territoriale Gliederung: Bundesländer und Landkreise
Der Westerwald wurde in seiner Geschichte meist von Herrschern aus den ihn umgebenden Regionen regiert, und so zu einer von Grenzen durchzogenen Region. Dies hat sich bis heute in seine Zuordnung zu verschiedenen Bundesländern niedergeschlagen. Zwar gehört der weitaus größte Teil seines Kernlandes zu Rheinland-Pfalz, doch liegt sein Ostteil im Bundesland Hessen und im Nordwesten reichen seine Ausläufer nach Nordrhein-Westfalen. Wenn auch im Laufe der Zeit durch Zusammenschlüsse seiner Landkreise deren Zahl sich verkleinerte, so zeigt der Westerwald auch heute noch eine starke regionale Zergliederung auf: Neben den drei Kern-Landkreisen Landkreis Altenkirchen mit der gleichnamigen Kreisstadt Altenkirchen, dem Westerwaldkreis mit seiner Kreisstadt Montabaur sowie dem Landkreis Neuwied, dessen Kreisstadt Neuwied im Rheintal zwar nicht zum Westerwald gehört, aber der als Landkreis weit in den westlichen Teil des Westerwaldes reicht, haben der Lahn-Dill-Kreis, der Landkreis Mayen-Koblenz, der Rhein-Lahn-Kreis und der Landkreis Limburg-Weilburg Anteile am Westerwald. Nimmt man die Sieg als nördliche geografische Begrenzung des Westerwaldes an, so gehören einige rechtsrheinische Teile des nordrhein-westfälischen Rhein-Sieg-Kreises (z. B. das Siebengebirge und die Gemeinden Eitorf und Windeck) dazu.

### Siedlungsstruktur und wichtige Orte
Um 800 hatte der Westerwald eine höhere Siedlungsdichte als andere deutsche Mittelgebirge. Gründe dafür waren wichtige alte Verkehrswege, Eisenerzvorkommen, das leicht zu meisternde sanfte Landschaftsprofil und die vielen Quellmulden, die gute Voraussetzungen für die Ansiedlung boten. Von 1000 bis 1200 wurden viele weitere Siedlungen geschaffen, naturgemäß nahe bei den zu bearbeitenden Feldern. Wenn viele Einzelgehöfte später auch wüst fielen, so ist doch schon vor 1000 Jahren das für den Westerwald typische enge Siedlungsraster mit seiner Vielzahl kleiner, nie sehr weit voneinander entfernter Orte entstanden. Je nachdem, wo man seine Grenzen ziehen will, wohnen auf dem Westerwald heute rund 400.000 Einwohner in etwa 400 Gemeinden, was einen eher kleindörflichen Durchschnitt von 1.000 Einwohnern pro Ort ergibt. Nur 16 Orte haben mehr als 5.000 Einwohner, und dies oft auch nur durch Zusammenlegung verstreut liegender Gemeinden im Rahmen von Gemeindereformen, was auch Montabaur vergrößerte. Die Kreisstadt wurde so mit heute gerade einmal 13.691 Einwohnern zum größten Ort auf dem Westerwald. Dabei hatten viele Orte schon früh Stadtrechte bekommen: Montabaur 1291, Westerburg 1292, Driedorf 1305, Altenkirchen, Hachenburg, Weltersburg allesamt 1314, Friedewald 1324, Dierdorf 1357 und Liebenscheid 1360. Einige blieben Dörfer oder Marktflecken. Manche wuchsen weiter, waren keine Dörfer mehr, doch halfen ihnen selbst die Stadtrechte nicht, um in Struktur, Funktion und Größe zu einer echten Stadt zu wachsen. So hat dann der Westerwald bis heute manches Städtchen, aber nicht eine Stadt mittlerer Größe.

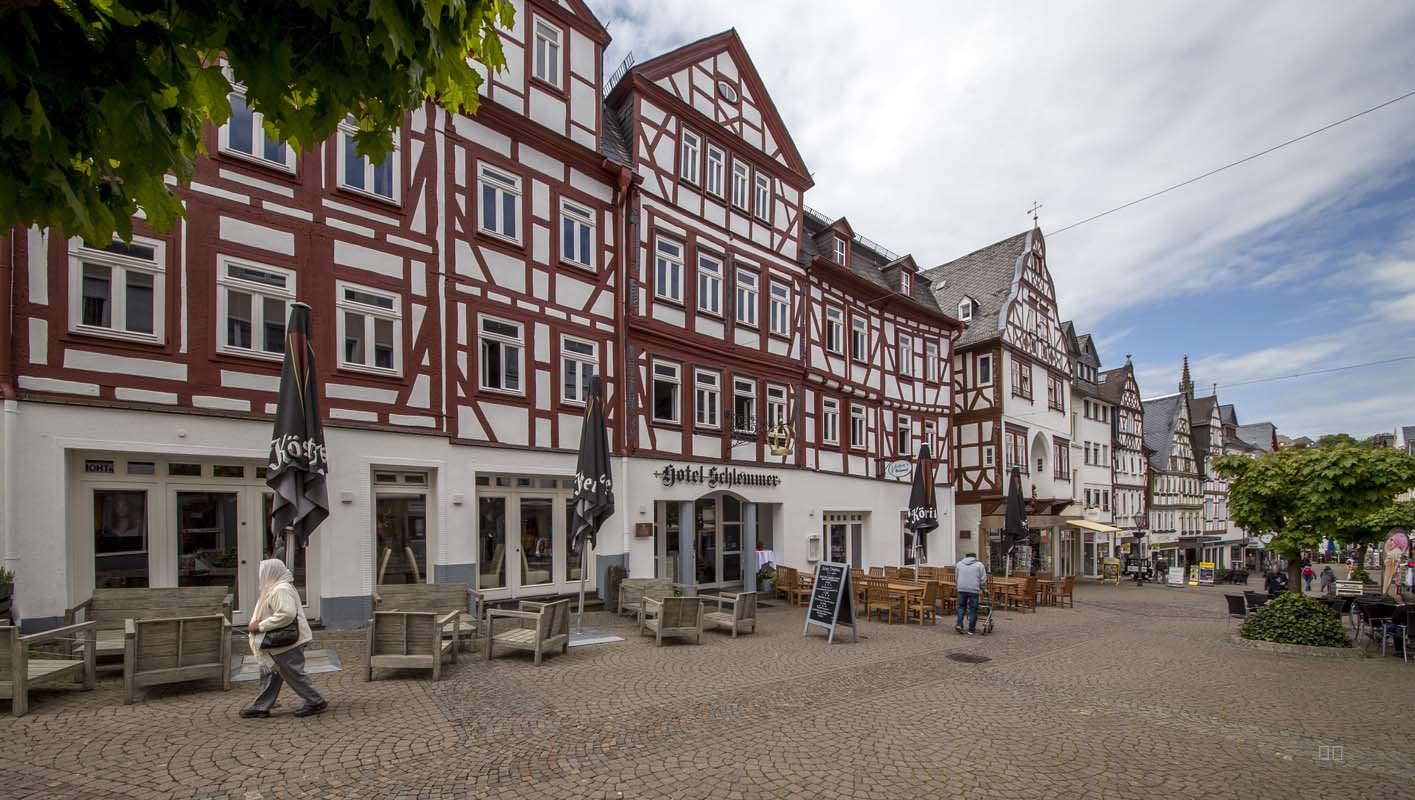
Montabaur (Altstadt) - Kreisstadt des Westerwaldkreises
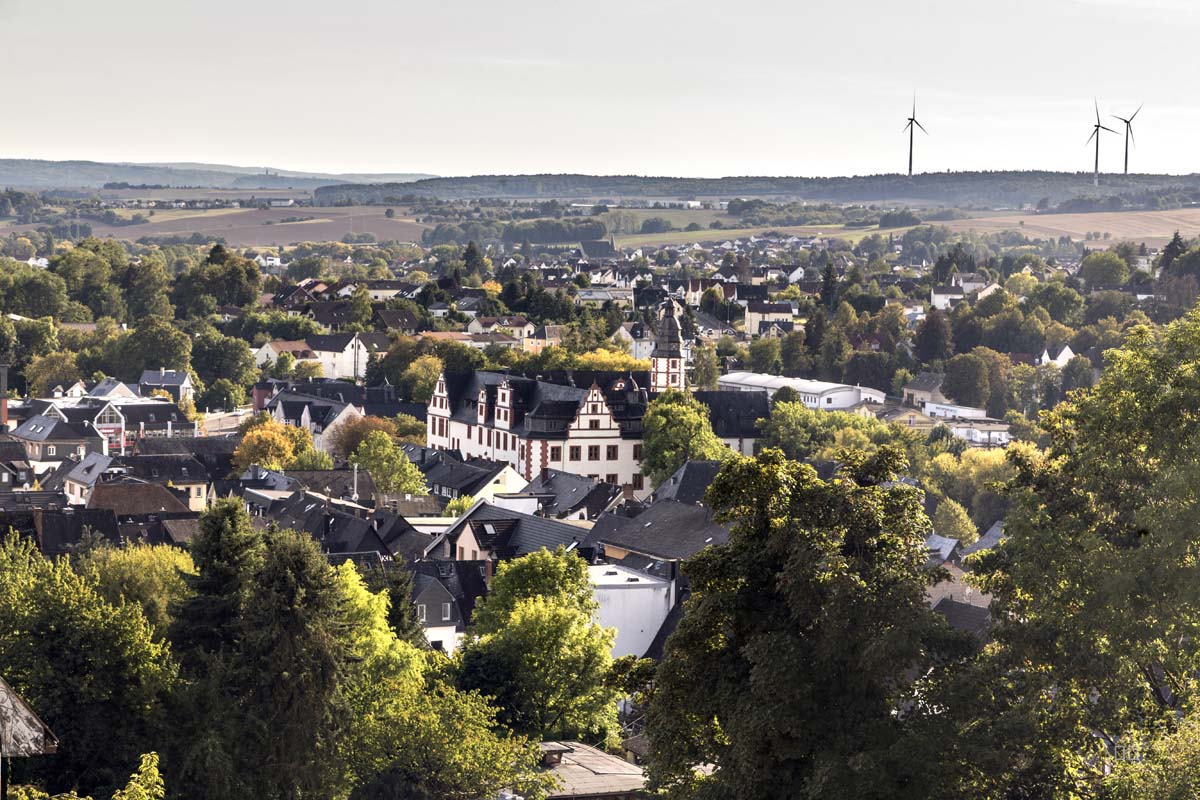
Hadamar - Hessischer Westerwald
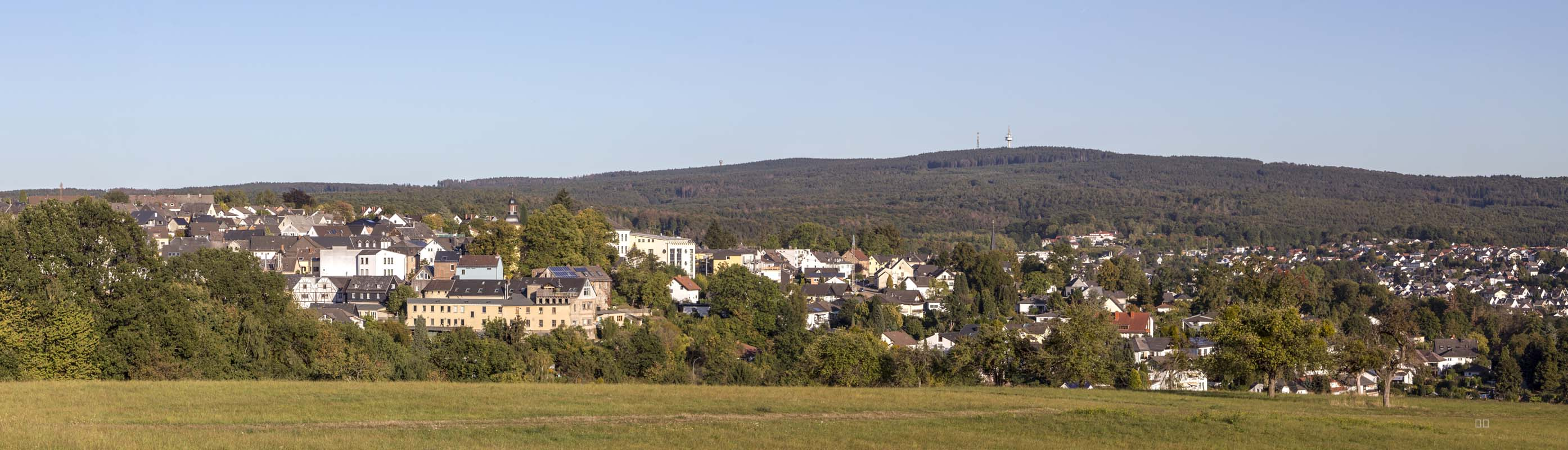
Höhr-Grenzhausen im Unterwesterwald
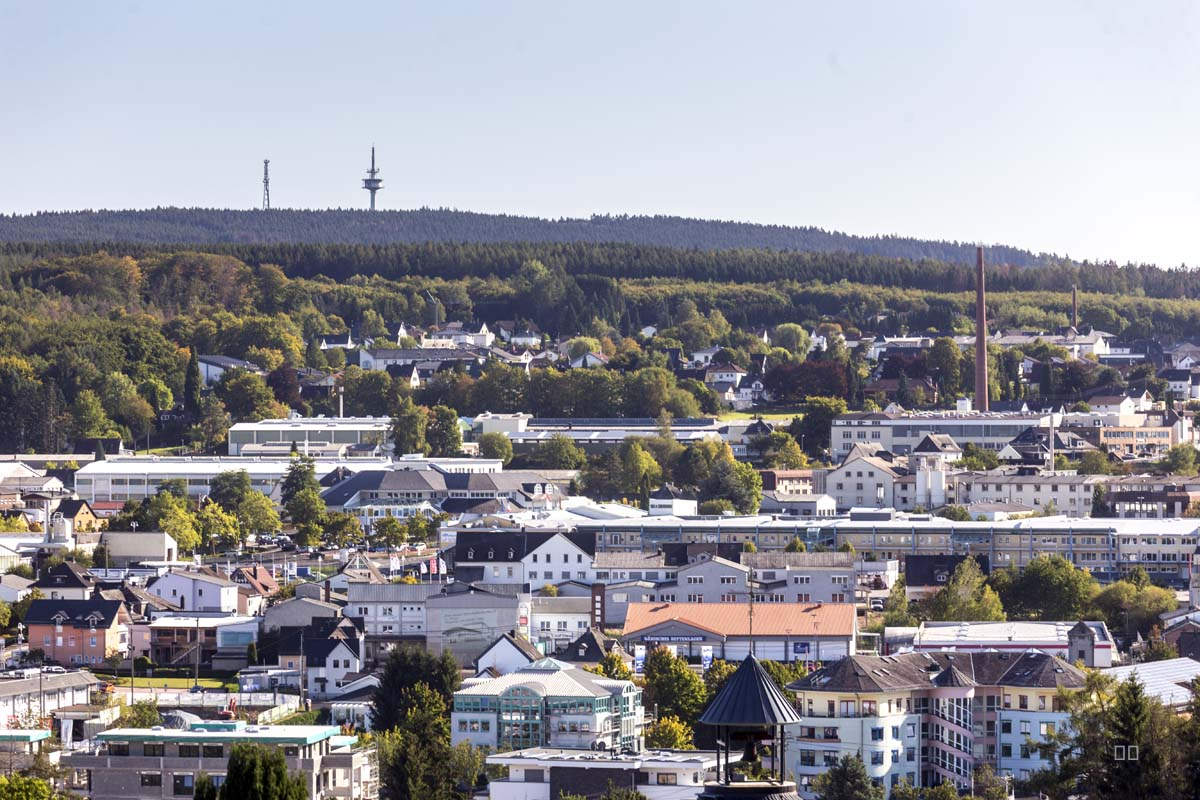
Ransbach-Baumbach - Unterer Westerwald
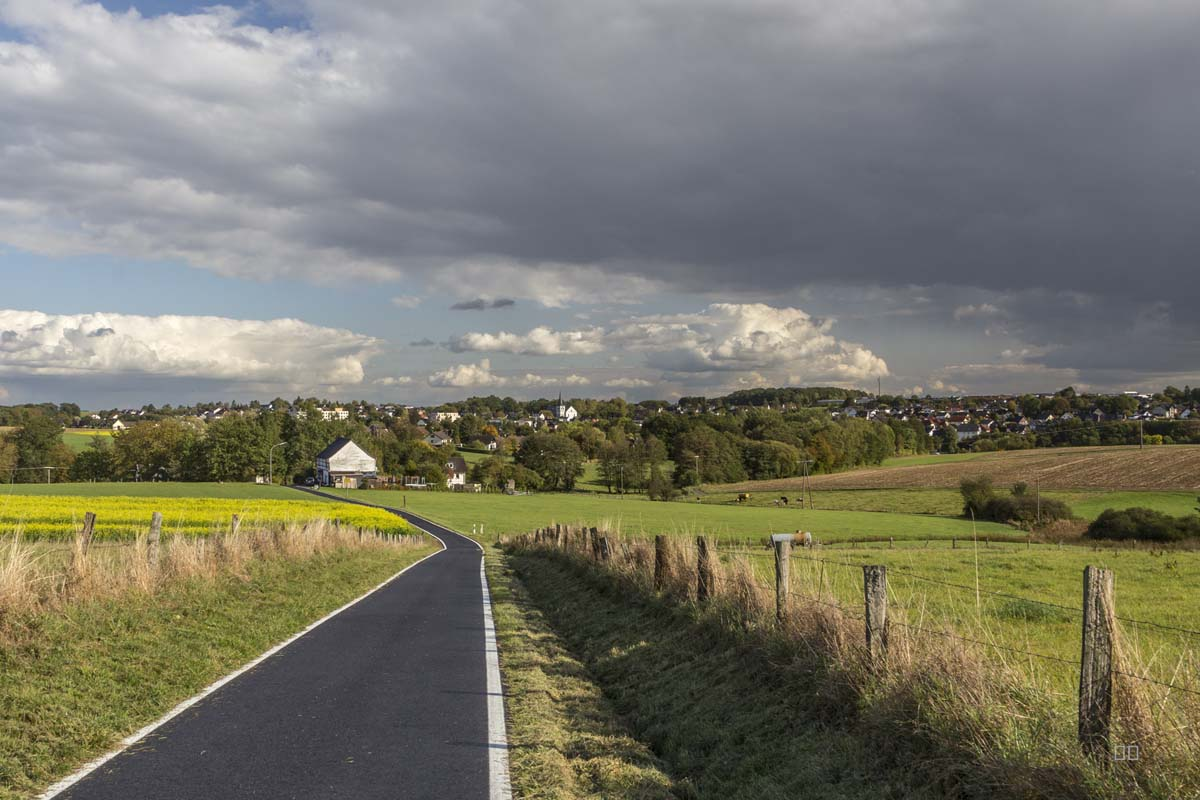
Asbach (Westerwald) - Vorderer Westerwald
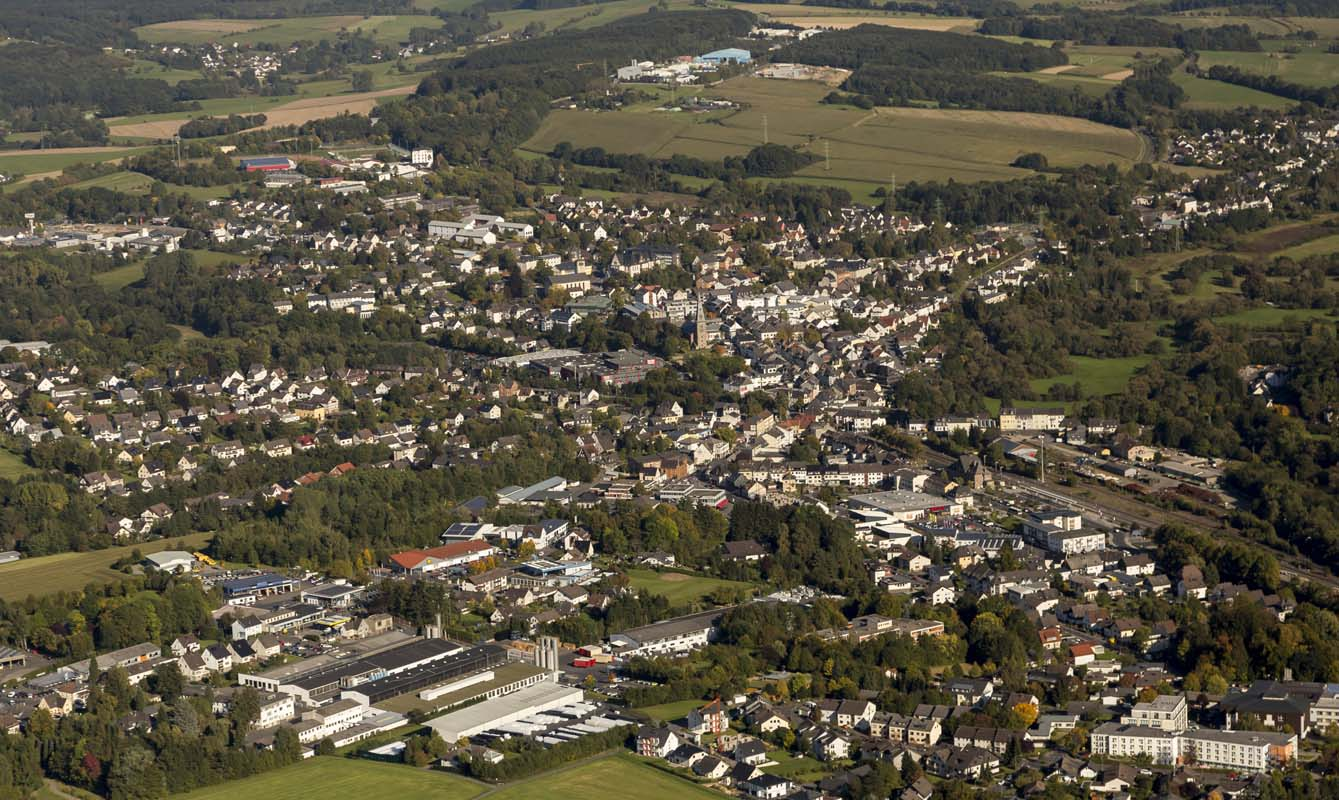
Altenkirchen - Kreisstadt des gleichnamigen Landkreises im Vorderen Westerwald
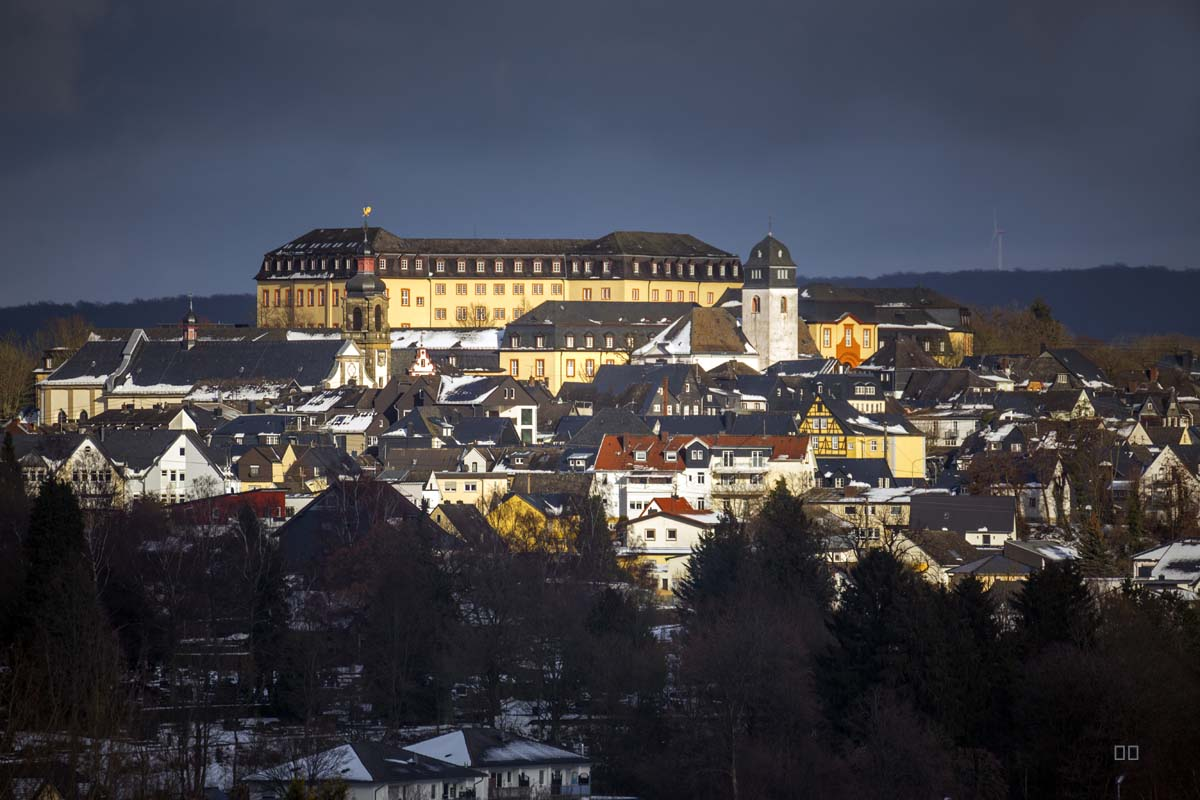
Hachenburg Im Oberen Westerwald
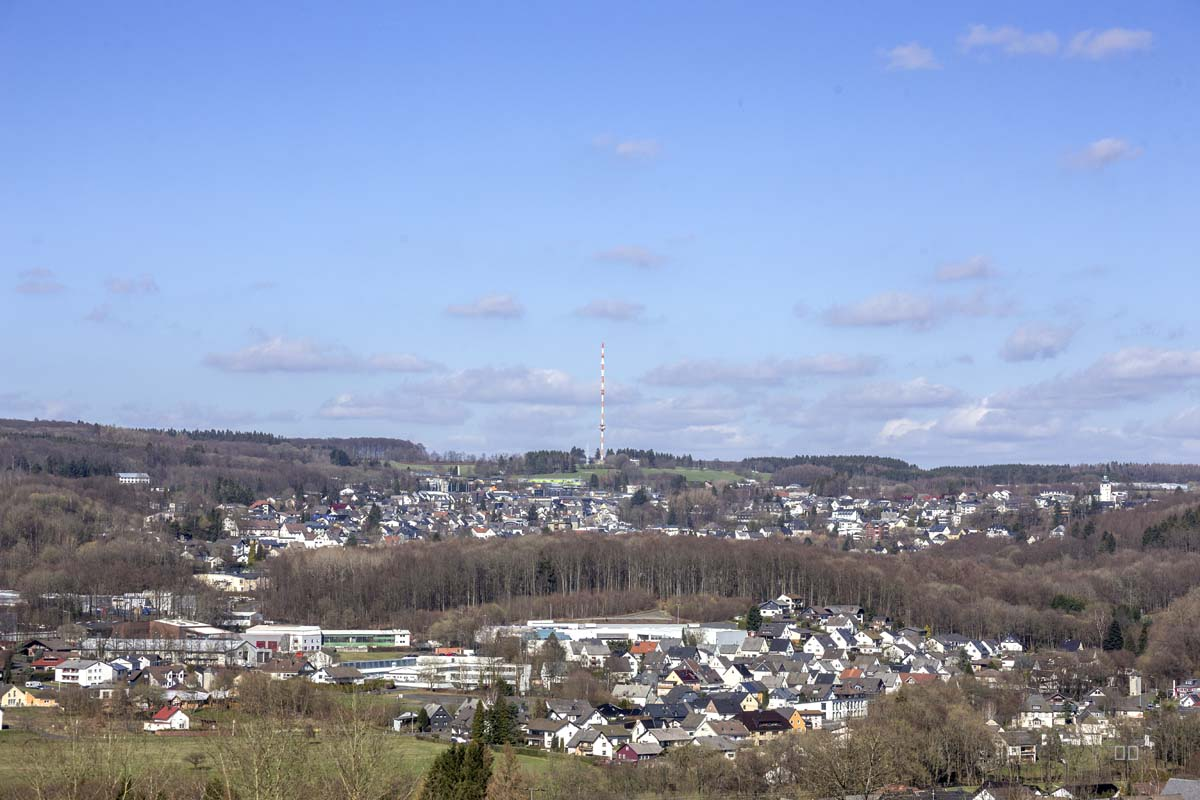
Bad Marienberg im Hohen Westerwald

Die größten Städte bezogen auf ihre Einwohnerzahl sind:
1. Montabaur - 13.691 Einwohner - Unterer Westerwald
2. Hadamar - 12.480 Einwohner - Hessischer Westerwald
3. Höhr-Grenzhausen - 9.260 Einwohner - Unterer Westerwald
4. Dornburg - 8.434 Einwohner - Hessischer Westerwald
5. Ransbach-Baumbach - 7.715 Einwohner - Unterer Westerwald
6. Asbach - 7.295 Einwohner - Vorderer Westerwald
7. Neustadt (Wied) - 6.331 Einwohner - Vorderer Westerwald
8. Altenkirchen - 6.263 Einwohner - Vorderer Westerwald
9. Hachenburg - 6.059 Einwohner - Oberer Westerwald
10. Bad Marienberg - 5.961 Einwohner - Hoher Westerwald

Auffällig ist dabei, dass die meisten der größeren Orte in den unteren Höhenlagen des Westerwaldes liegen.

### Berge
Der höchste Berg des Westerwaldes ist die im „Hohen Westerwald“ befindliche Fuchskaute. Zahlreiche Berggipfel und -kuppen übersteigen die 600-Meter-Höhenlinie. Zu den Erhebungen des Westerwaldes gehören – sortiert nach Höhe in Meter (m) über Normalhöhennull (NHN):
- Fuchskaute (657,3 m), bei Willingen, Westerwaldkreis, Rheinland-Pfalz
- Stegskopf (654,4 m), bei Emmerzhausen, Landkreis Altenkirchen, Rheinland-Pfalz
- Salzburger Kopf (654,2 m), bei Salzburg, Westerwaldkreis, Rheinland-Pfalz
- Höllberg (642,8 m), bei Driedorf, Lahn-Dill-Kreis, Hessen
- Bartenstein (Barstein; 617,6 m), bei Breitscheid, Lahn-Dill-Kreis, Hessen
- Auf der Baar (615,0 m), bei Driedorf / Breitscheid, Lahn-Dill-Kreis, Hessen
- Knoten (605,4 m), bei Driedorf, Lahn-Dill-Kreis, Hessen
- Marienberger Höhe (ca. 570 m) bei Bad Marienberg
- Löh (566,6 m), bei Oberroßbach, Hoher Westerwald, Rheinland-Pfalz
- Alarmstange (545,2 m) in Montabaurer Höhe, bei Montabaur, Westerwaldkreis, Rheinland-Pfalz
- Köppel (540,2 m) in Montabaurer Höhe, bei Montabaur, Westerwaldkreis, Rheinland-Pfalz
- Gräbersberg (513,1 m) bei Alpenrod, Westerwaldkreis, Rheinland-Pfalz
- Dernbacher Kopf (427,0 m), bei Dernbach, Landkreis Neuwied, Rheinland-Pfalz
- Malberg (422,0 m), bei Moschheim
- Hummelsberg (407,4 m), bei Linz am Rhein, Landkreis Neuwied, Rheinland-Pfalz
- Eichberg (Molsberg) (407,5 m), bei Molsberg, Westerwaldkreis, Rheinland-Pfalz
- Heidenhäuschen (397,9 m), bei Waldbrunn, Landkreis Limburg-Weilburg, Hessen
- Beulskopf (388,2 m), bei Altenkirchen, Landkreis Altenkirchen, Rheinland-Pfalz
- Hoher Schaden (388,0 m), bei Eitorf, Rhein-Sieg-Kreis, Nordrhein-Westfalen

### Gewässer

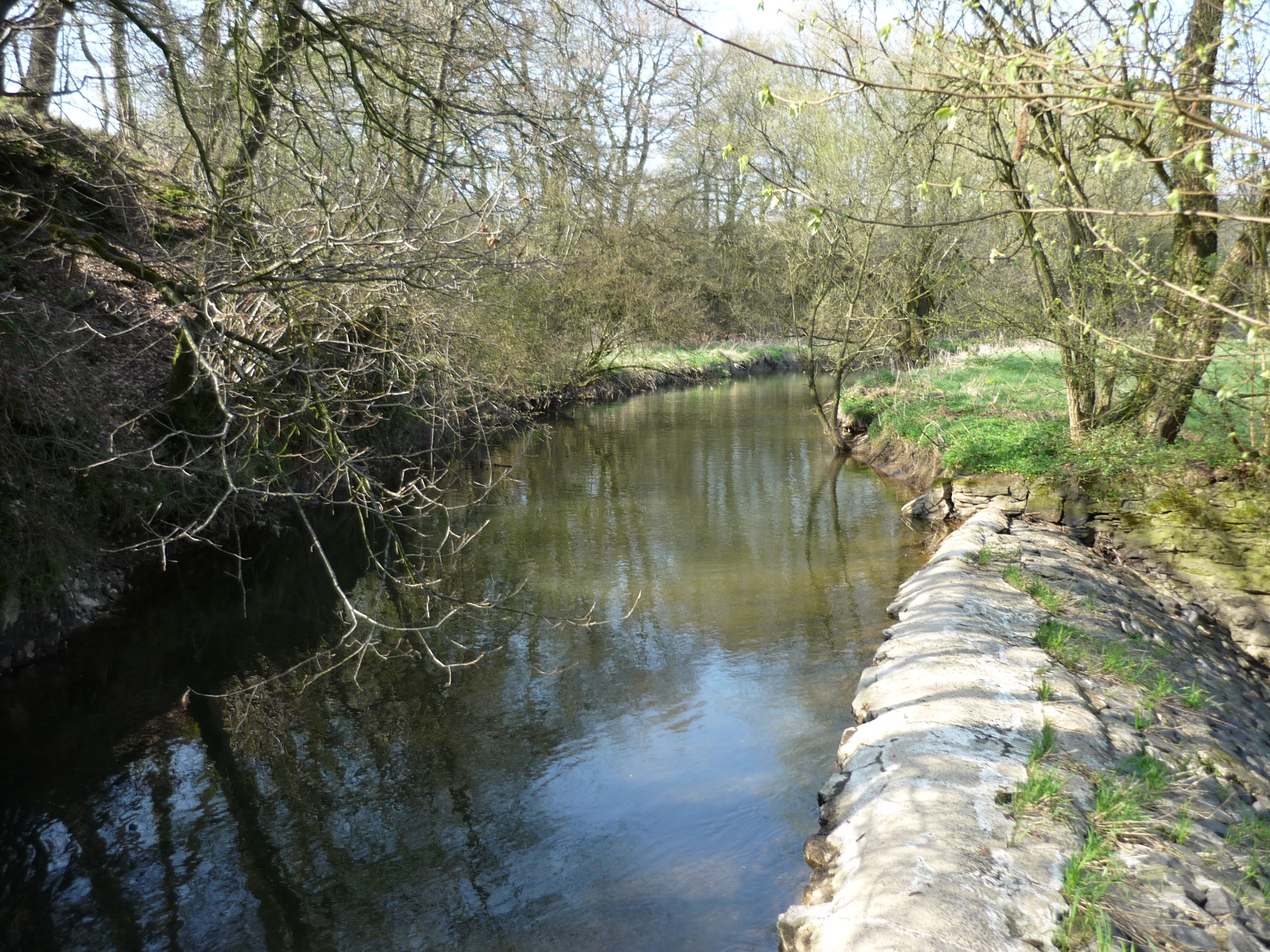
Wied bei Michelbach

#### Flüsse

##### Grenzflüsse
Die begrenzenden Flüsse des Westerwaldes sind:
- Flüsse, deren Tallandschaften das Gebirge begrenzen (im Uhrzeigersinn):
  - Dill – östliche Begrenzung
  - Lahn – südliche Begrenzung
  - Rhein – westliche Begrenzung
  - Sieg – nördliche Begrenzung
  - Heller – nordöstliche Begrenzung

##### Flüsse im Westerwald
Im Folgenden werden die wichtigsten inneren Flüsse des Westerwaldes und der unmittelbar angrenzenden Höhenzüge mit einem Einzugsgebiet von mindestens 20 km², im Uhrzeigersinn geordnet, beginnend im Osten, an der Südseite der Lahn-Sieg-Wasserscheide, aufgeführt.
Zur besseren Übersicht bzw. zur Sortierung flussabwärts sind, je nach Flusssystem, in die DGKZ-Ziffern nach den Ziffern des jeweiligen Hauptflusses Bindestriche eingefügt. Die Grenzflüsse Dill und Heller, die nur rechtsseitig (Dill) bzw. linksseitig (Heller) aus dem Westerwald gespeist werden, sind kursiv gedruckt. Ihre Werte zum Einzugsgebiet und zum Abfluss betreffen jeweils nur etwa zur Hälfte den Westerwald. Die abschnittsweisen Grenzflüsse Lahn, Rhein und Sieg sind demgegenüber nicht aufgeführt, da sich ihre Quellgebiete in einiger Entfernung vom Westerwald befinden. Die Mündungsorte sind je mit einem Stern (*) gekennzeichnet.
| Name              | Hauptfluss   | Länge (km) | EZG (km²) | Abfluss (MQ; l/s) | Quellgebiet                          | Naturraum | Orte (flussabwärts)                                                    | DGKZ    |
| ----------------- | ------------ | ---------- | --------- | ----------------- | ------------------------------------ | --------- | ---------------------------------------------------------------------- | ------- |
| Dill              | Lahn (r)     | 55,0       | 717,7     | 9514              | Kalteiche (mit Haincher Höhe)        | 333.0     | Offdilln, Haiger, Dillenburg, Herborn, Ehringshausen, Aßlar, Wetzlar*  | 258-4   |
| Haigerbach        | Dill (r)     | 15,5       | 52,0      | 1014              | Westerwälder Basalthochfläche        | 322.0     | Liebenscheid, Oberdresselndorf, Niederdresselndorf, Allendorf, Haiger* | 2584-2  |
| Aubach            | Dill (r)     | 15,8       | 31,3      | 620               | Westerwälder Basalthochfläche        | 322.0     | Waldaubach, Langenaubach, Haiger*                                      | 2584-32 |
| Amdorfbach        | Dill (r)     | 15,9       | 54,4      | 782               | Westerwälder Basalthochfläche        | 322.0     | Amdorf, Burg*                                                          | 2584-72 |
| Rehbach           | Dill (r)     | 20,3       | 48,7      | 828               | Westerwälder Basalthochfläche        | 322.0     | Sinn*                                                                  | 2584-8  |
| Ulmbach           | Lahn (r)     | 22,9       | 60,9      | 741               | Westerwälder Basalthochfläche        | 322.0     | Leun-Biskirchen*                                                       | 258-56  |
| Kallenbach        | Lahn (r)     | 14,6       | 84,7      | 942               | Westerwälder Basalthochfläche        | 322.0     | Löhnberg*                                                              | 258-58  |
| Kerkerbach        | Lahn (r)     | 20,7       | 70,2      | 564               | Südliches Oberwesterwälder Hügelland | 323.3     | Lahr, Runkel*                                                          | 258-72  |
| Elbbach           | Lahn (r)     | 40,7       | 323,7     | 3996              | Westerwälder Basalthochfläche        | 322.0     | Hadamar, Limburg*                                                      | 258-76  |
| Gelbach           | Lahn (r)     | 39,7       | 221,2     | 2480              | Oberwesterwälder Kuppenland          | 323.1     | Montabaur, Weinähr                                                     | 258-94  |
| Emsbach           | Lahn (r)     | 11,5       | 29,4      |                   | Hochfläche von Welschneudorf         | 324.0     | Bad Ems*                                                               | 258-98  |
| Hillscheider Bach | Rhein (r)    | 12,6       | 43,2      |                   | Montabaurer Höhe                     | 324.1     | Vallendar*                                                             | 2-71144 |
| Brexbach          | Saynbach (l) | 21,7       | 53,5      |                   | Montabaurer Höhe                     | 324.1     | Sayn*                                                                  | 2712-8  |
| Masselbach        | Brexbach (r) | 9,5        | 23,7      |                   | Montabaurer Höhe                     | 324.1     |                                                                        | 27128-2 |
| Saynbach          | Rhein (r)    | 42,7       | 222,3     |                   | Dreifelder Weiherland                | 323.2     | Sayn, Bendorf*                                                         | 2-712   |
| Holzbach          | Wied (l)     | 43,8       | 176,3     |                   | Dreifelder Weiherland                | 323.2     | Dierdorf, Döttesfeld*                                                  | 2716-2  |
| Wied              | Rhein (r)    | 102,3      | 770,8     | 8340              | Dreifelder Weiherland                | 323.2     | Altenkirchen, Neustadt, Neuwied*                                       | 2-716   |
| Mehrbach          | Wied (r)     | 22,9       | 65,9      |                   | Leuscheid                            | 330.0     | Mehren, Ehrenstein*                                                    | 2716-4  |
| Pfaffenbach       | Wied (r)     | 20,6       | 62,8      |                   | Leuscheid                            | 330.0     | Buchholz, Bennau, Wiedmühle*                                           | 2716-6  |
| Pleisbach         | Sieg (l)     | 24,3       | 89,8      |                   | Rheinwesterwälder Vulkanrücken       | 324.7     | Sankt Augustin*                                                        | 272-78  |
| Hanfbach          | Sieg (l)     | 19,0       | 51,5      |                   | Asbacher Hochfläche                  | 324.8     | Hennef*                                                                | 272-72  |
| Nister            | Sieg (l)     | 63,8       | 246,0     | 4300              | Westerwälder Basalthochfläche        | 322.0     | Wissen-Nisterbrück*                                                    | 272-4   |
| Kleine Nister     | Nister (r)   | 24,6       | 63,5      |                   | Westerwälder Basalthochfläche        | 322.0     |                                                                        | 2724-8  |
| Elbbach           | Sieg (l)     | 21,9       | 54,1      |                   | Neunkhausen-Weitefelder Plateau      | 322.1     | Wissen*                                                                | 272-36  |
| Daade             | Heller (l)   | 16,0       | 53,3      |                   | Westerwälder Basalthochfläche        | 322.0     | Emmerzhausen, Daaden, Alsdorf*                                         | 2722-8  |
| Heller            | Sieg (l)     | 30,2       | 204,2     | 3820              | Kalteiche (mit Haincher Höhe)        | 333.0     | Burbach, Herdorf, Betzdorf*                                            | 272-2   |

#### Stillgewässer
Die Stillgewässer des Westerwaldes wurden künstlich angelegt, ursprünglich häufig zur Fischzucht. Fast alle sind recht flach, und mit Ausnahme des Dreifelder Weihers sind sie unter 100ha groß. Zu den Stillgewässern des Westerwaldes gehören:

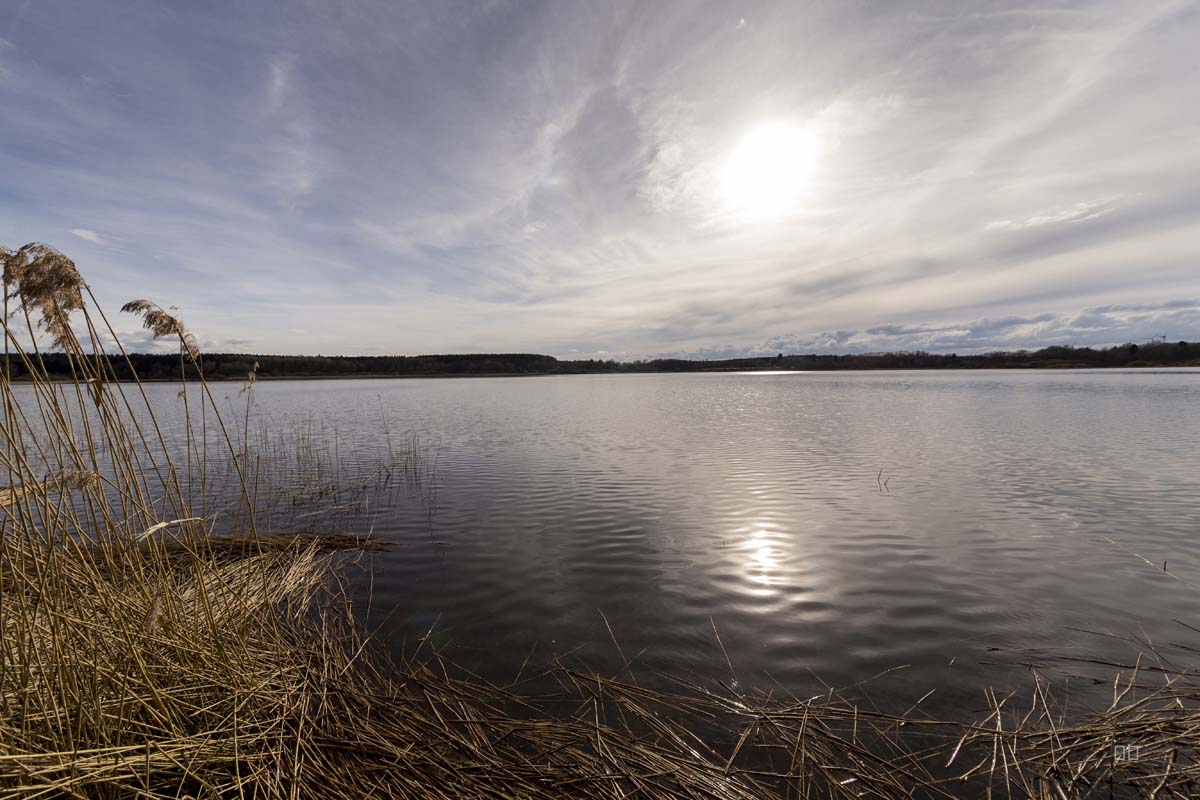
Dreifelder Weiher - Oberer Westerwald
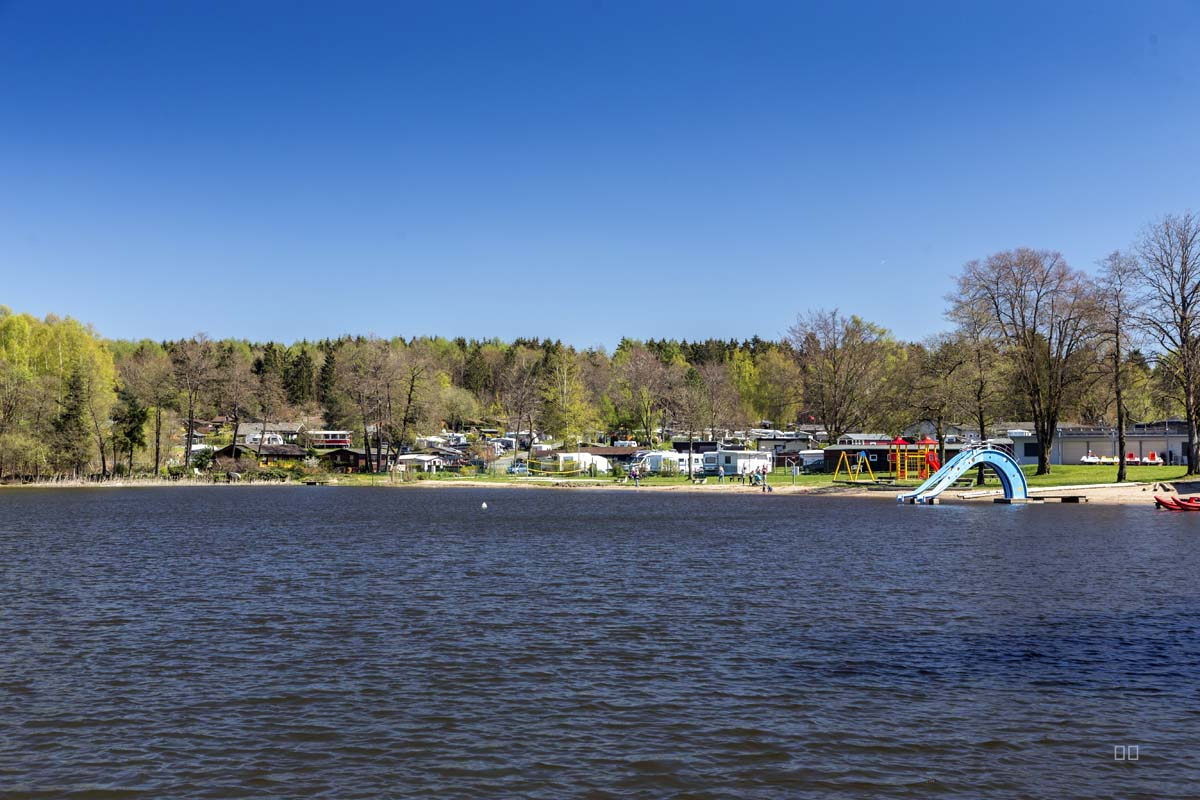
Freilinger Weiher - Oberer Westerwald
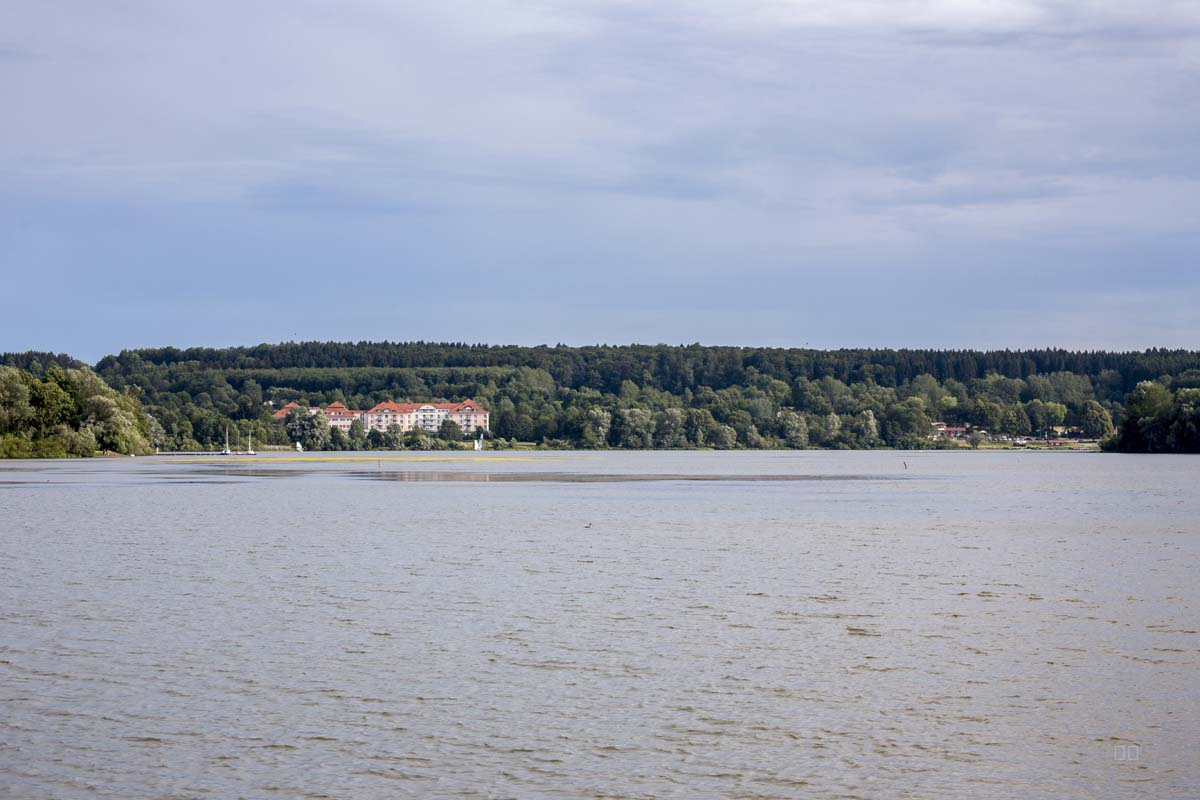
Wiesensee - Oberer Westerwald
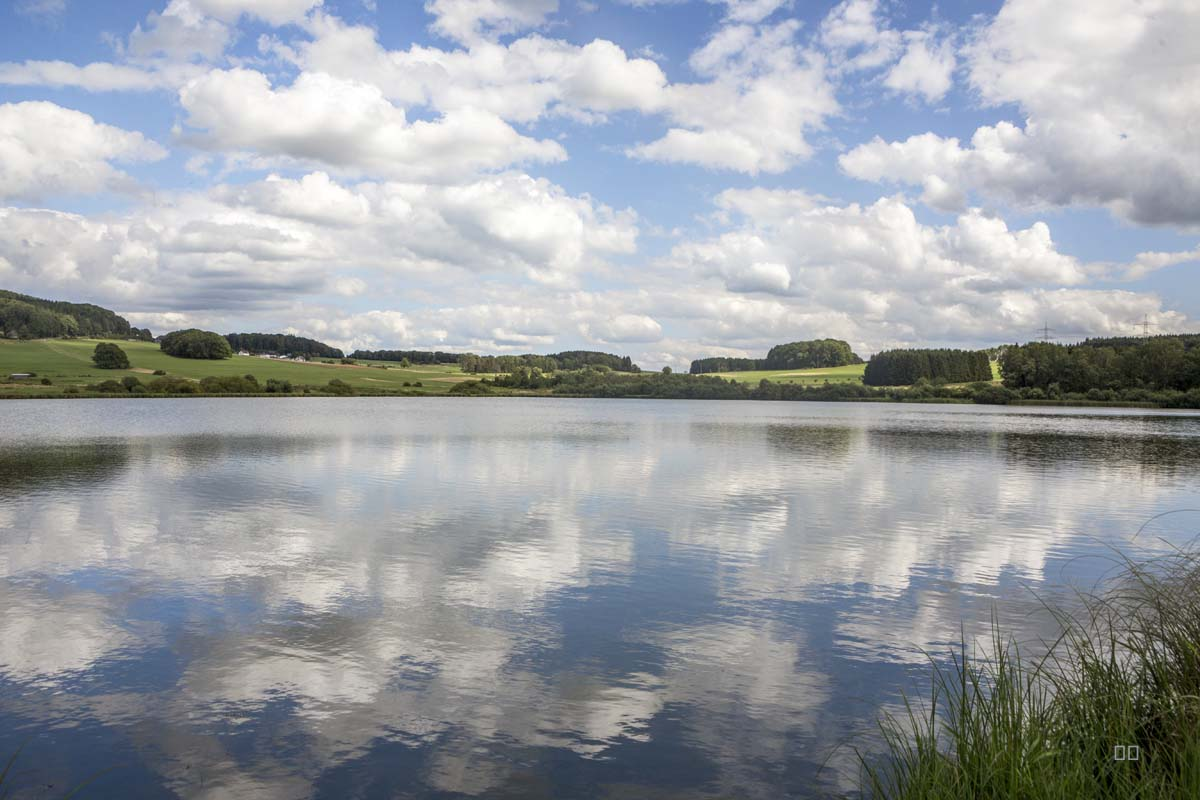
Breitenbachtalsperre - Hoher Westerwald
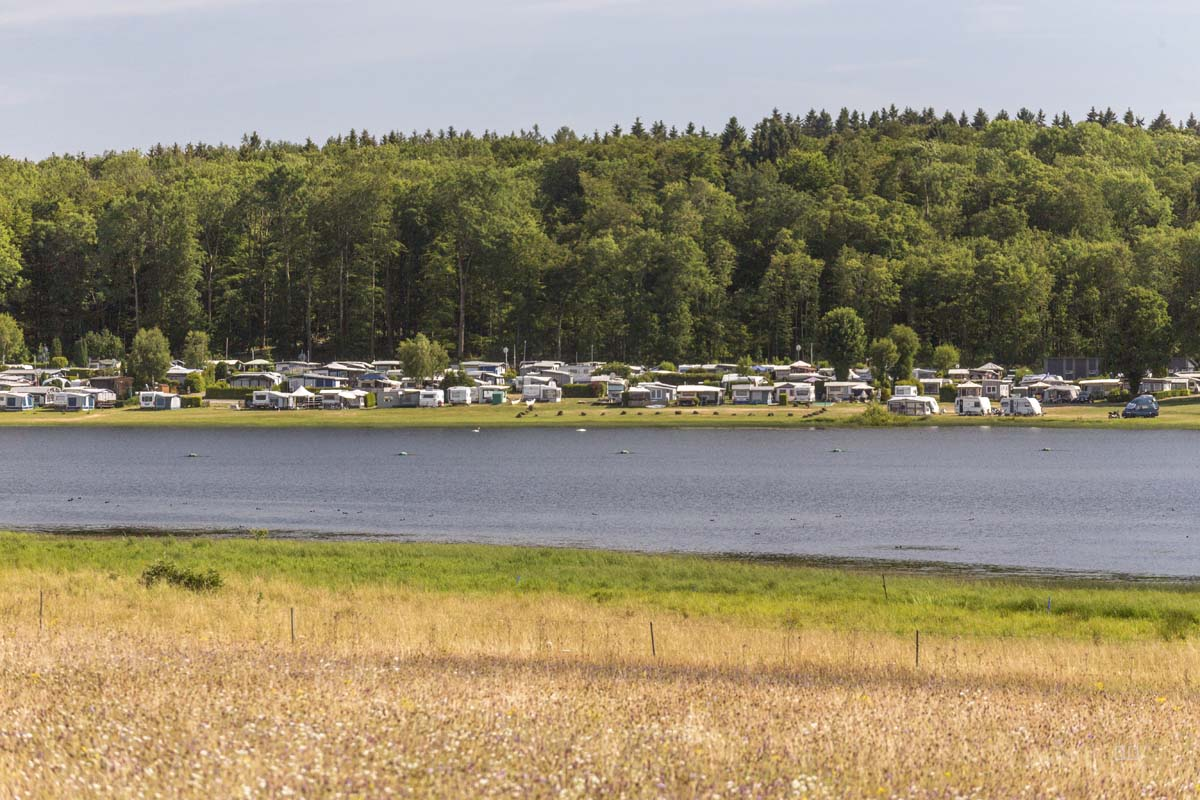
Krombachtalsperre - Hoher Westerwald

| - Breitenbachtalsperre - Stausee Driedorf - Großer Weiher - Fischweiher - Heisterberger Weiher - Krombachtalsperre - Seeweiher bei Mengerskirchen - Silbersee bei Lippe - Waagweiher | - Waldsee Maroth - Westerwälder Seenplatte - Brinkenweiher - Dreifelder Weiher (oder Seeweiher) - Haidenweiher - Hausweiher - Hoffmannsweiher - Postweiher - Wölferlinger Weiher - Wiesensee |

## Geologie

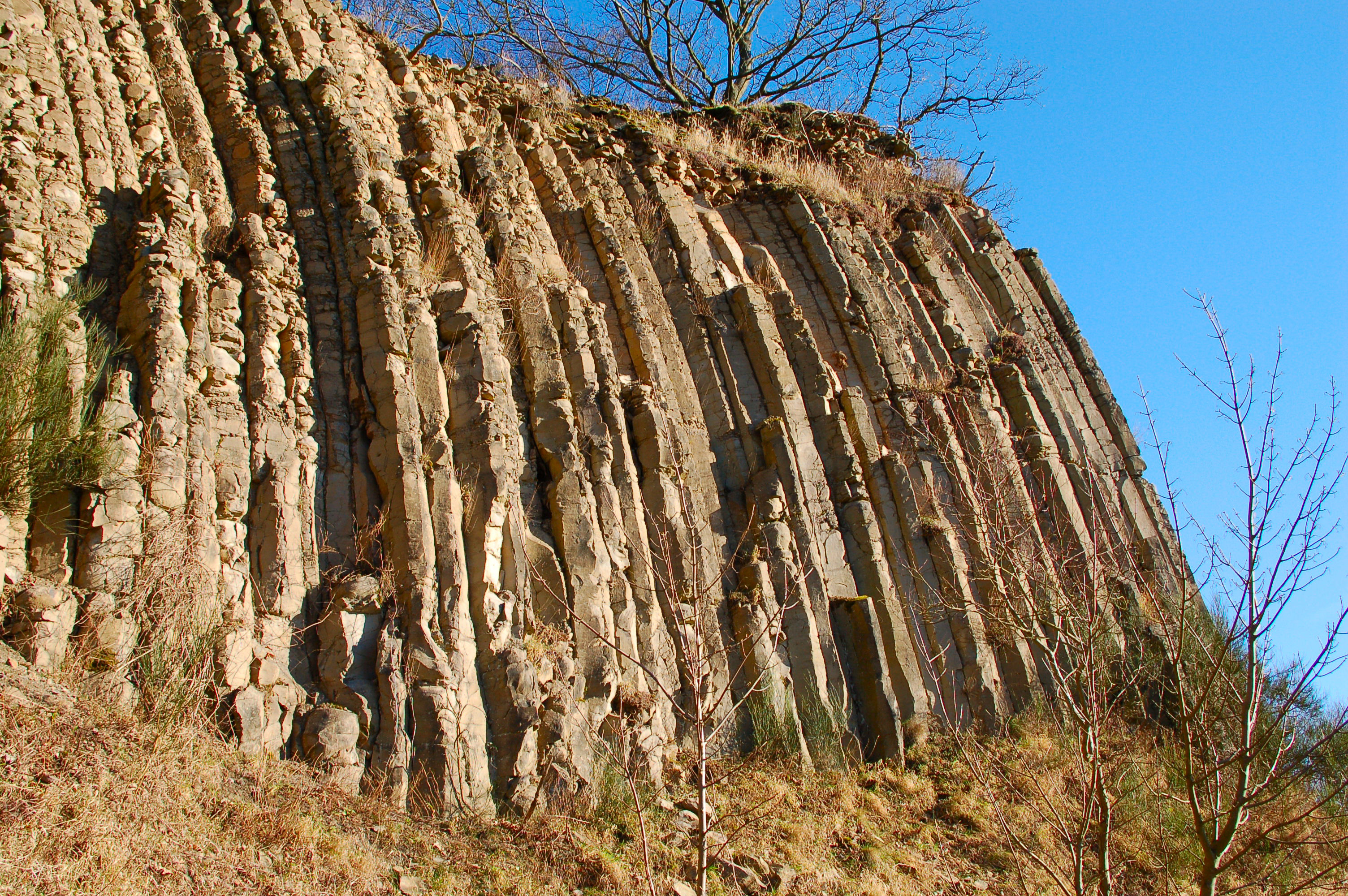
Säulenbasalt am Hummelsberg

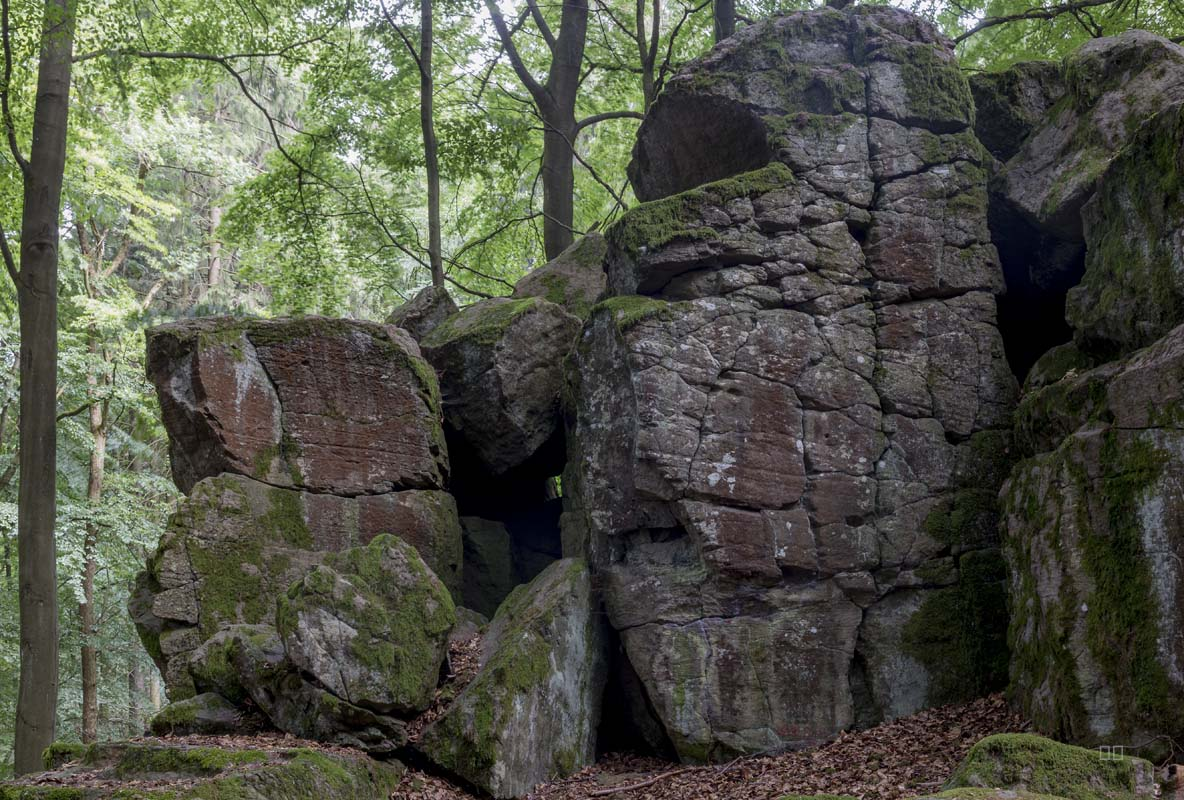
Basaltaufbruch Kackenberg bei Neuhochstein im Hohen Westerwald

Geologisch ist der Westerwald Teil des Rheinischen Schiefergebirges und stellt wie dieses einen stark erodierten Rest des großen variszischen Gebirgssystems dar, welches in der Vorzeit große Teile Europas prägte.
Das devonische Grundgebirge wird von vulkanischen Massen aus dem Tertiär überlagert, insbesondere Basalten und Tuffen. Wirtschaftlich bedeutend war und ist neben der Gewinnung von Schiefer, Kalk, Quarzit und Ton auch das Eisen, der Bimskies im Neuwieder Becken, verschiedene Mineralquellen und früher der Abbau von Braunkohle.
Das gesamte Gebiet des Westerwaldes lag im Erdaltertum (vor 600 bis 270 Mio. Jahren) unter einem tropisch warmen Meeresarm. Dieses Meer lagerte viele Kilometer dicke Sedimente in die variszische Geosynklinale ab, die bei der folgenden Gebirgsbildung stark gefaltet wurden. Die am Nord- und Südwestrand des Westerwaldes gelegenen Städte Siegen und Koblenz gaben auch zwei Schichten des Unter-Devons mit ihren bunten Schiefern ihre Namen. Den oberen Gebirgsstock bilden ausgedehnte vulkanische Decken aus Basalt mit eingelagerten Tuffen.
In einigen Gebieten baut man seit langem Schiefer und Ton ab, der im so genannten Kannenbäckerland, aber auch an einigen anderen Orten in Töpfereien weiterverarbeitet wird. Auch der Export, insbesondere nach Italien, ist bedeutend (über eine Million Tonnen pro Jahr). Im östlichsten Westerwald (hessischer Teil) finden sich interessante Kalksteinvorkommen aus unterschiedlichsten geologischen Zeiträumen. Der Erdbacher Kalk aus dem Unterkarbon gab einer kleinen Zeitstufe den Namen „Erdbachium“.
Bei Breitscheid finden sich Reste eines Atolls aus dem subtropischen Devonmeer vor 380 Millionen Jahren. Teile dieser Kalkformation werden im Tagebau gewonnen. Bei Enspel liegt an der Basaltkuppe Stöffel der Tertiär- und Industrie-Erlebnispark Stöffel, in dem sich eine Fossilienlagerstätte aus dem späten Paläogen und zahlreiche alte Industriebauten aus der 2000 eingestellten Zeit der Basaltverarbeitung befinden. Dort betreiben Institute mehrerer Hochschulen Forschungen und Exkursionen. Einige Karsthöhlen sind Forschungsthemen der Speläologie und bewirken das zeitweilige Verschwinden und Wiederauftauchen des Erdbachs.
Das geologisch alte Rumpfgebirge des Westerwaldes wird in seinem nördlichen Teil von vulkanischem Hochland aus tertiären Basaltdecken überlagert. Es überdeckt ein Gebiet von etwa 50 × 70 km, woraus sich rund 3000 km² ergeben, womit der Westerwald zu den flächenmäßig größeren Gebirgen Deutschlands gehört. Im Bereich von Senkungsräumen hat er in seinem flacheren Westteil („Vorderer“ oder „Unterer Westerwald“) den Charakter eines Hügellands. Typisch für die Wirtschaft des zu etwa 40 % bewaldeten „Oberen Westerwaldes“ ist der traditionelle Abbau von Schiefer, Ton, Diabas und Basalt, die Töpferei und die Eisenindustrie; unter anderem auch Bergbau im Siegerländer Erzrevier. Der Westerwald hat trotz seiner relativ geringen Höhe ein für Mittelgebirge typisches Reizklima. Wirtschaftlich-kulturell gehört er zu den bekanntesten Gebirgen Deutschlands.

## Klima

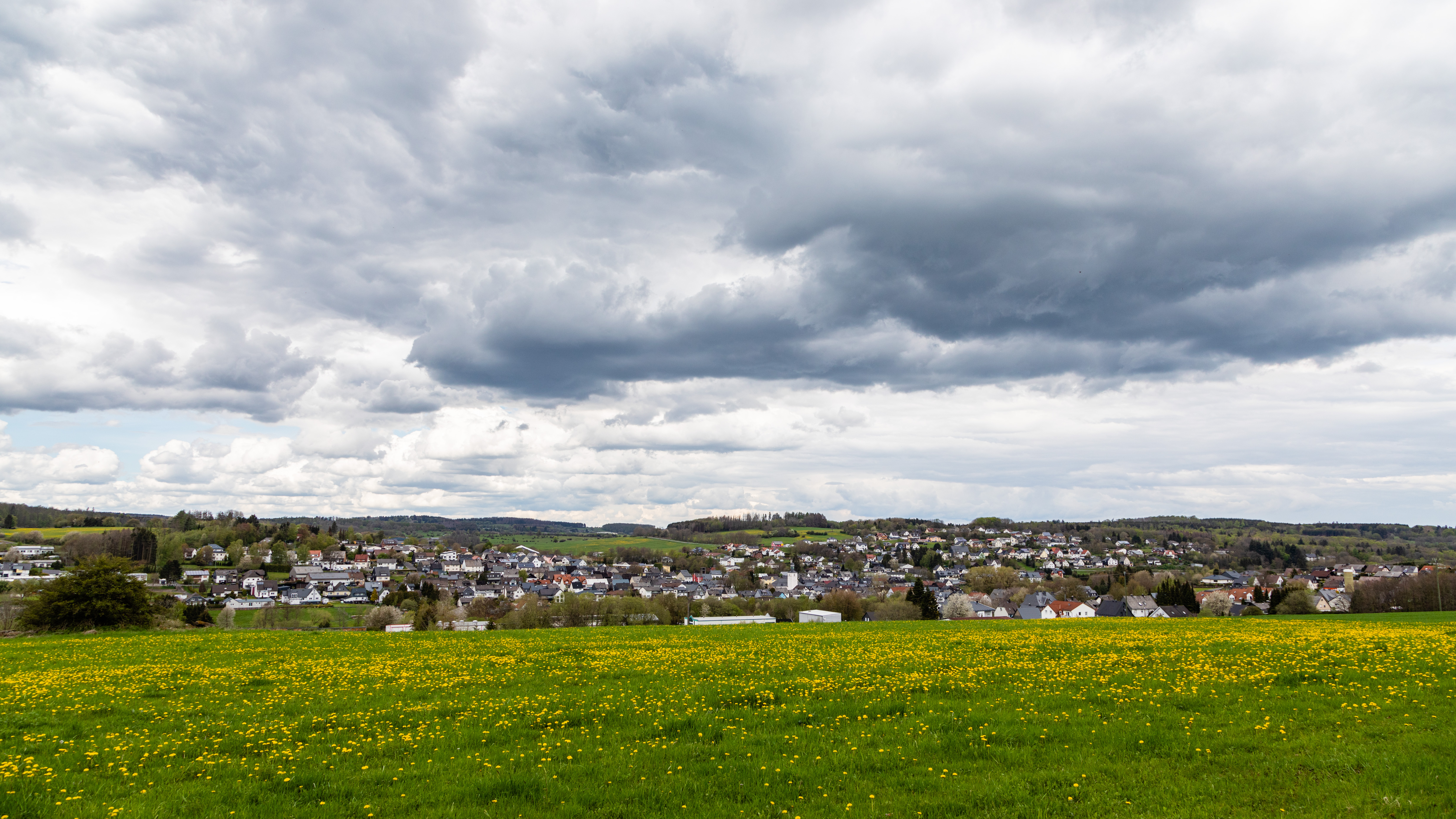
Hoher Westerwald bei Driedorf

Das Klima im Westerwald ist durch seine Lage in der Westwindzone bestimmt und subozeanisch geprägt.
Die Winter sind mäßig kalt, ausgedehnt und teilweise schneereich; die Sommermonate überwiegend feucht und kühl.
Kleinräumiger betrachtet unterscheidet sich das Klima im Westerwald entsprechend den drei Regionen Niederwesterwald, Oberwesterwald und Hoher Westerwald.
Im nördlichen und südlichen Niederwesterwald ist es ganzjährig feucht mit milden Wintern und mäßig warmen Sommern. Die Dierdorfer Senke beherrscht ein kontinentales Berglandklima.
Durch die Stauwirkung des Gebirges steigen die Niederschlagsmengen vom westlichen Niederwesterwald über den Oberwesterwald zum östlichen Hohen Westerwald hin ständig an und reichen von durchschnittlich bei 650 mm im Jahr im Niederwesterwald bis zu 1125 mm im Jahr im Hohen Westerwald.
Die mittleren Jahrestemperaturen liegen im Westerwald je nach Höhenlage zwischen 5,5 und 10,5 °C. In den Mittelgebirgen sinkt die Temperatur mit zunehmender Höhe um durchschnittlich 0,5 bis 0,8 °C pro 100 m; entsprechend werden die niedrigsten Jahresdurchschnittstemperaturen des Westerwalds im Hohen Westerwald rund um Fuchskaute, Stegskopf, Salzburger Kopf und Höllberg mit 5,5 und 6,5 °C registriert.

## Geschichte

### Frühzeit

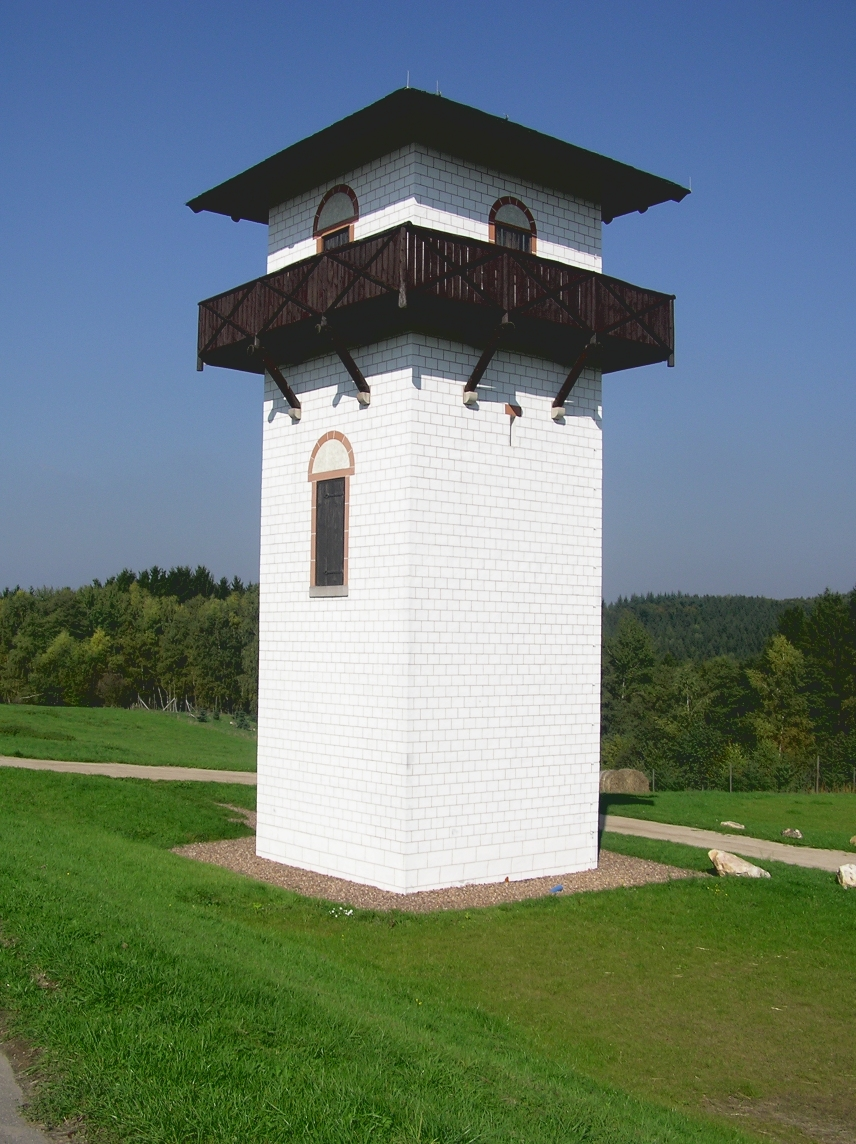
Hillscheid, rekonstruierter römischer Wachturm ORL 1/68 am Limes

Auf Grund der vorgeschichtlichen Funde konnte festgestellt werden, dass schon die Kelten im Westerwald ansässig waren und die Eisenerzvorkommen nutzten; das war in der Hallstattzeit (ältere Eisenzeit, etwa von 750 bis 500 v. Chr.). Die Einwanderung erfolgte aller Wahrscheinlichkeit nach vom Hunsrück aus. Aus der La-Tène-Zeit stammen die keltischen ringwallbewehrten Schutz- und Fliehburgen, die u. a. auf dem Malberg oder dem Bornkasten bei Nomborn anzutreffen sind.
Schon während der La-Tène-Zeit drangen vom Osten und vom Siegtal die Germanen ein; sie kamen um 380 v. Chr. in den oberen Westerwald, umgingen den Hohen Westerwald als unwegsame Waldwildnis und stießen im 2. Jahrhundert zum Rhein vor.

### Römerzeit
Noch in der Zeit, als die keltische Bevölkerung den vordringenden Germanen nach Westen ausweichen musste, drangen links des Rheins die Römer vom Südwesten her vor. Ihnen gelang es jedoch nur, einen Streifen rechts des Rheins und den „Rhein-Westerwald“ zu gewinnen; der Westerwald blieb außerhalb der römischen Besatzungszone, denn die Römer zogen es vor, vor ihren Grenzen eine siedlungsarme, möglichst unwegsame Wildnis zu erhalten.

### Chattenzeit
Die endgültige Besiedlung und damit die Territorialgeschichte des Westerwaldes begann mit dem Eindringen der Chatten (Hessen) nach der Vertreibung der Römer im 3. Jahrhundert n. Chr. Endungen der Siedlungsnamen wie -ar, -mar und -aha („Haigraha“ = Haiger) stammen doch noch aus der Völkerwanderungszeit. Diese ersten Siedlungen der Chatten lagen in der Peripherie des Westerwaldes in boden- und klimagünstigen Becken und Tälern. Als Beispiel können die Städte Hadamar, Lahr und Wetzlar gesehen werden. Vom 4. bis zum 6. Jahrhundert entstanden die Siedlungen der Landnahmezeit in unwegsamere Gebiete, mit Endungen auf -ingen und -heim, wie Bellingen und Bladernheim; diese liegen auf den weiten Hochflächen des Oberwesterwaldes.

### Frankenzeit
Die Franken bauten ihre alten Siedlungskammern am Rande des Westerwaldes zu Kerngebieten ihrer Gaue, um langsam und bleibend Stützpunkte im Landesinnern zu errichten. Es entstanden Orte der Rodezeit mit Namen auf -rode, -scheid, -hahn (= Hag), -berg, -tal und -seifen: Mit der Schaffung von Rodesiedlungen und dem Holzeinschlag für die Erzverhüttung begann die Vernichtung des Waldes in großem Umfang. Zwischen dem 6. und 9. Jahrhundert erfolgte von den Altsiedlungen aus der Ausbau von Siedlungen nach den Rändern zu, erkennbar an Namensendungen wie -hausen, -hofen, -kirch, -burg oder -tal.

### Mittelalter

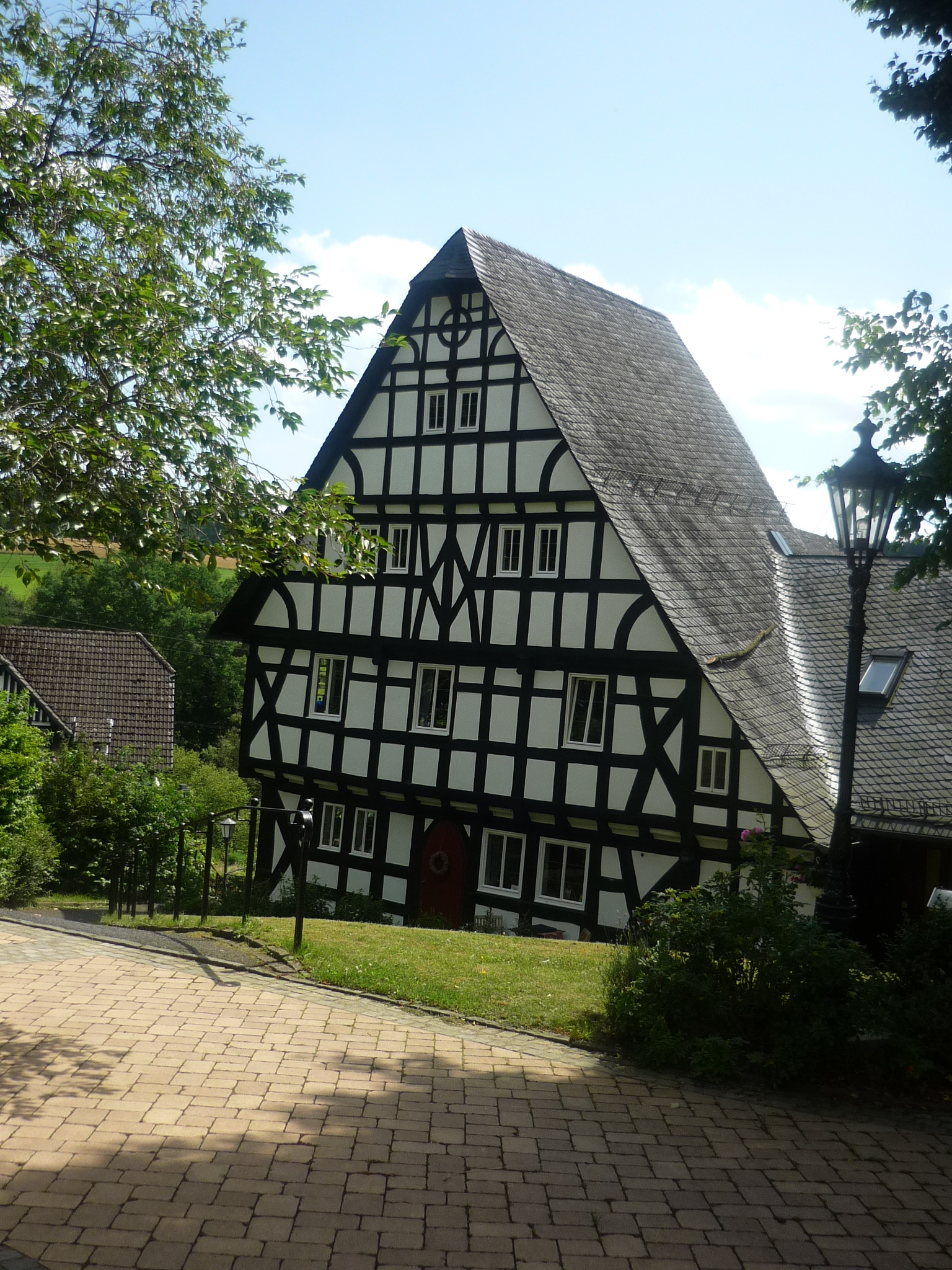
„Alte Schule“ – Fachwerkhaus aus dem 16. Jahrhundert in Mehren (Westerwald)

Die letzte Siedlungsperiode im Westerwald begann im 10. Jahrhundert und endete um 1300; durch die Politik der Karolinger und der damit einhergehenden trierischen und kölnischen Mission, erlebte dieser Raum die Christianisierung. Trier drang lahnaufwärts vor, Köln an Rhein und Sieg, Trierisch-lothringische und niederrheinische Einflüsse wurden ebenfalls in den Westerwald getragen. Zu den Zeugnissen der Baukunst aus dieser Epoche gehört die Stiftskirche von Dietkirchen in ihren ältesten Teilen.

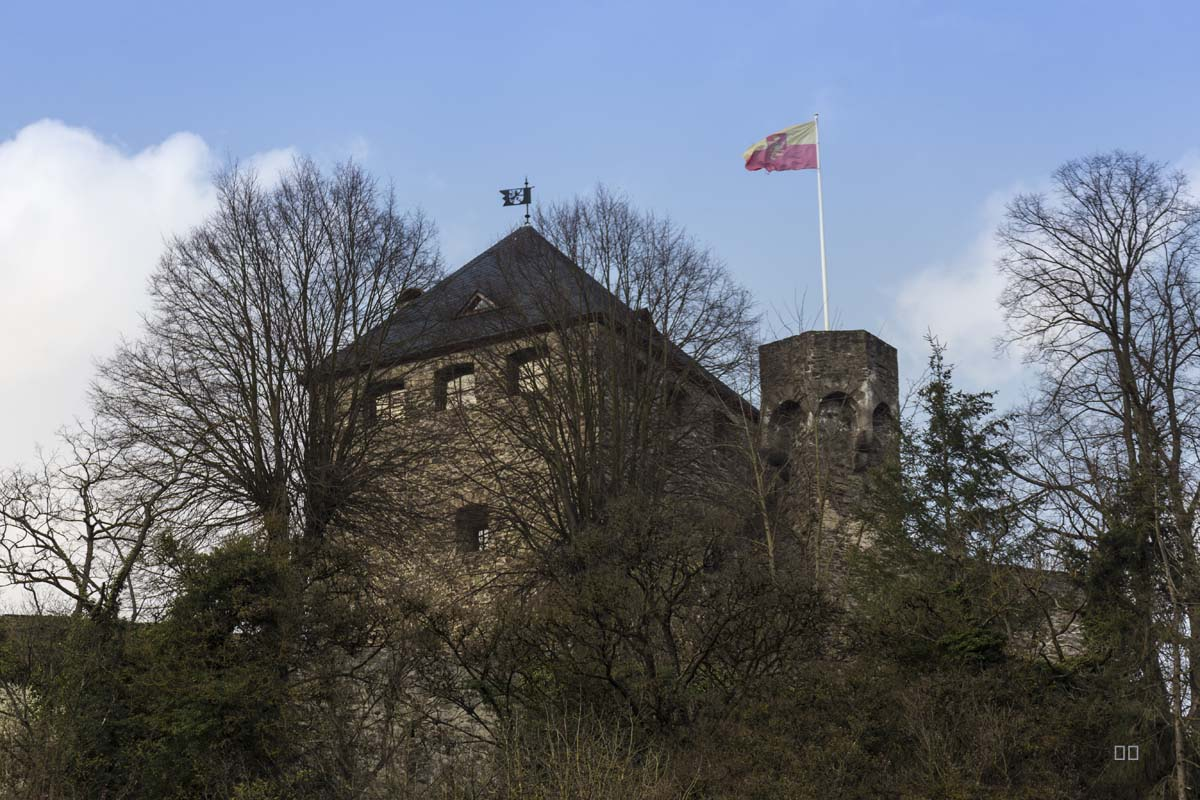
Burg Sayn am Rand des Rheinischen Westerwaldes
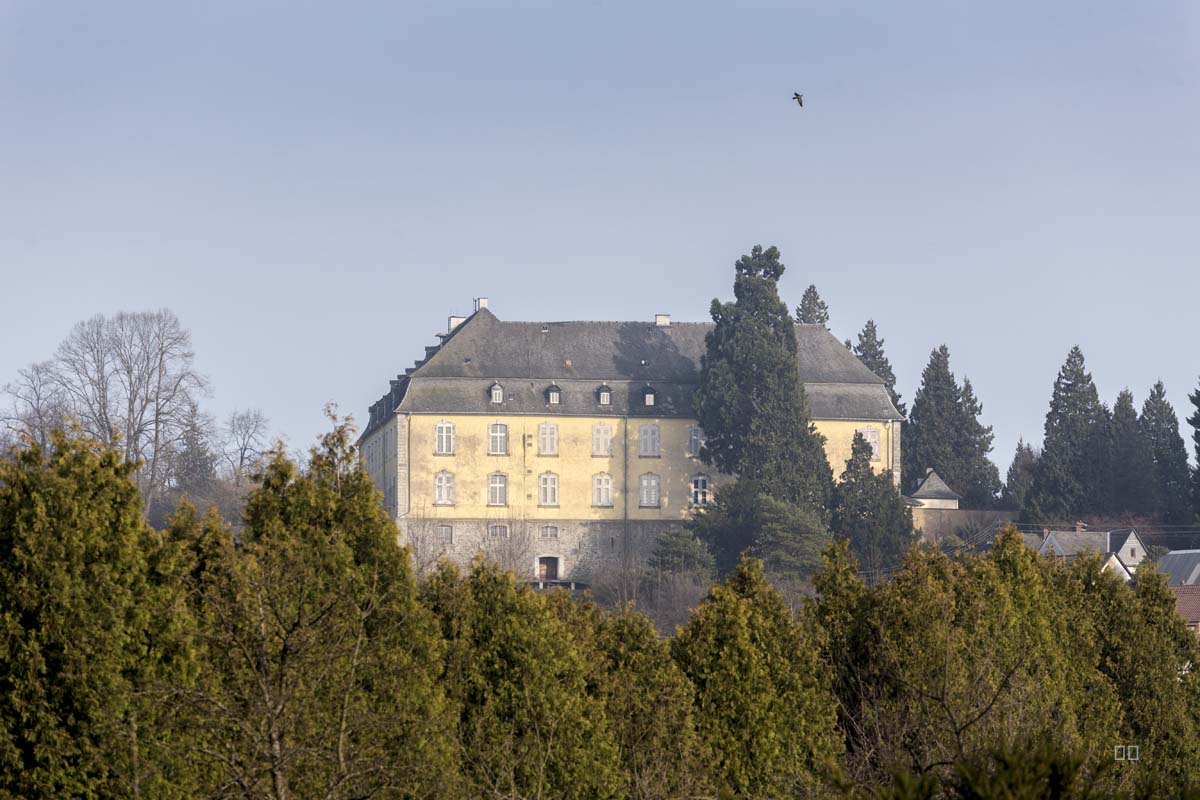
Schloss Molsberg bei Wallmerod
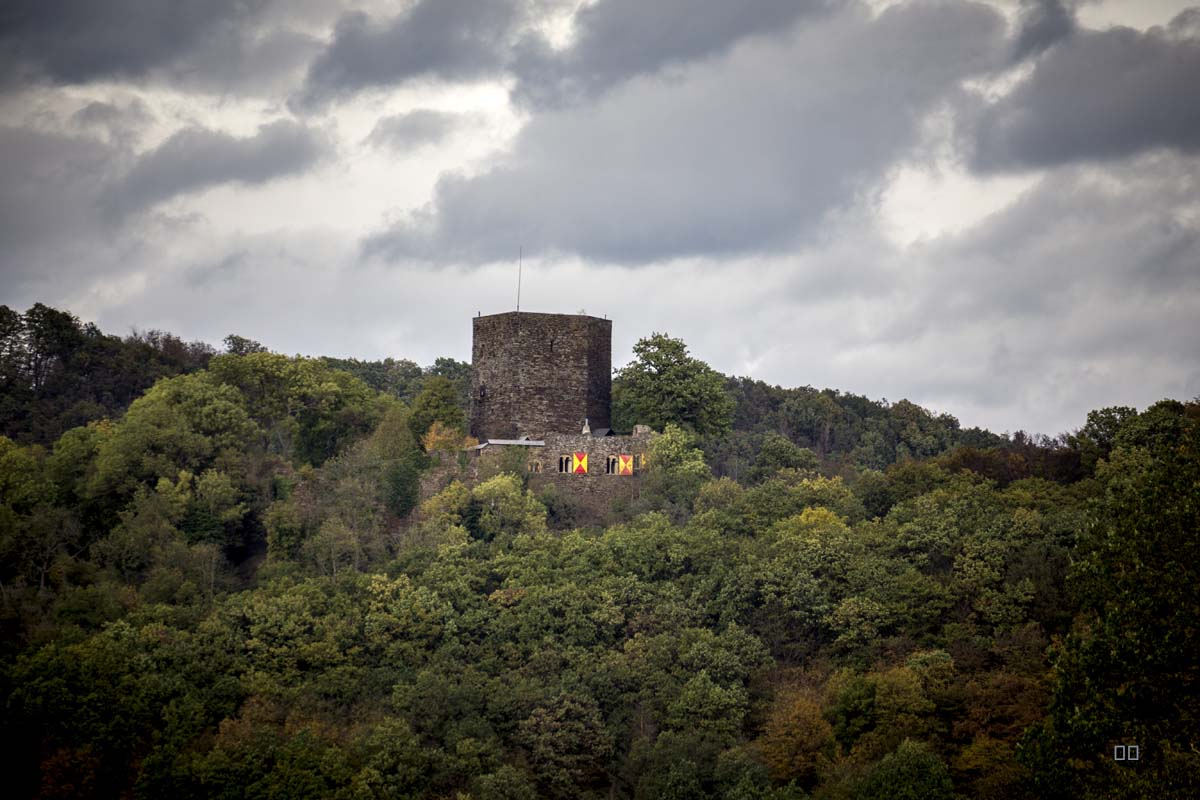
Ruine der Neuerburg im Rheinischen Westerwald
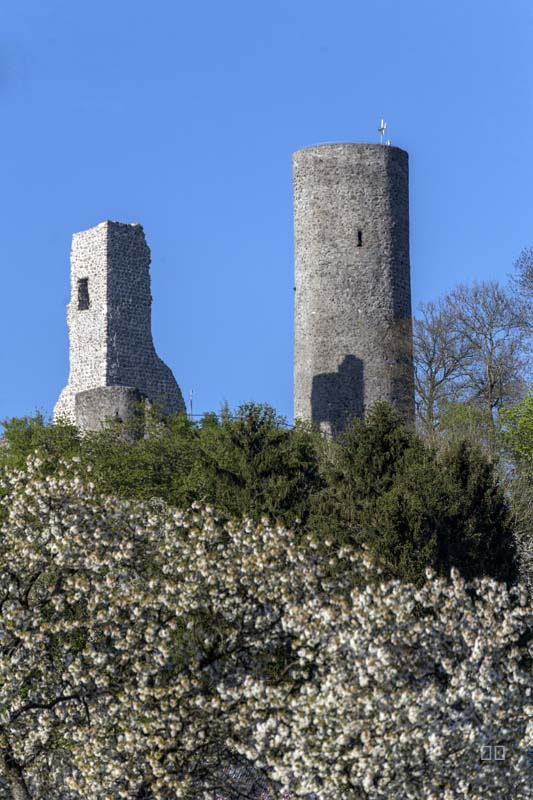
Ruine der Merenburg in Merenberg
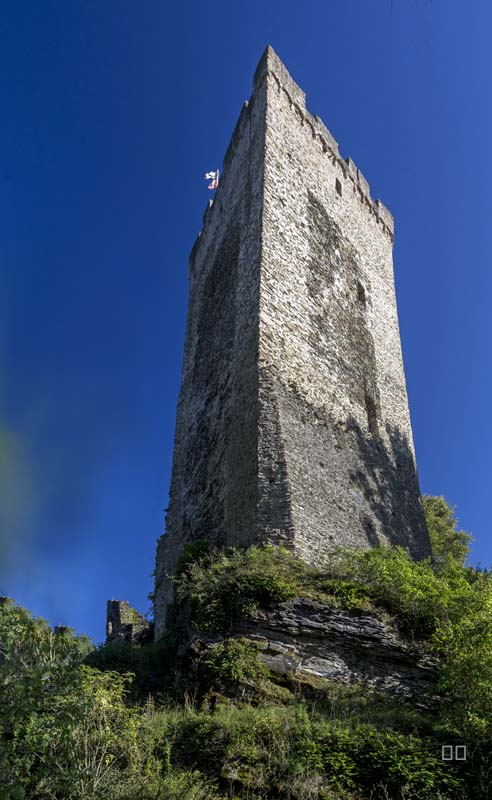
Dreieckiger Bergfried der Burg Grenzau
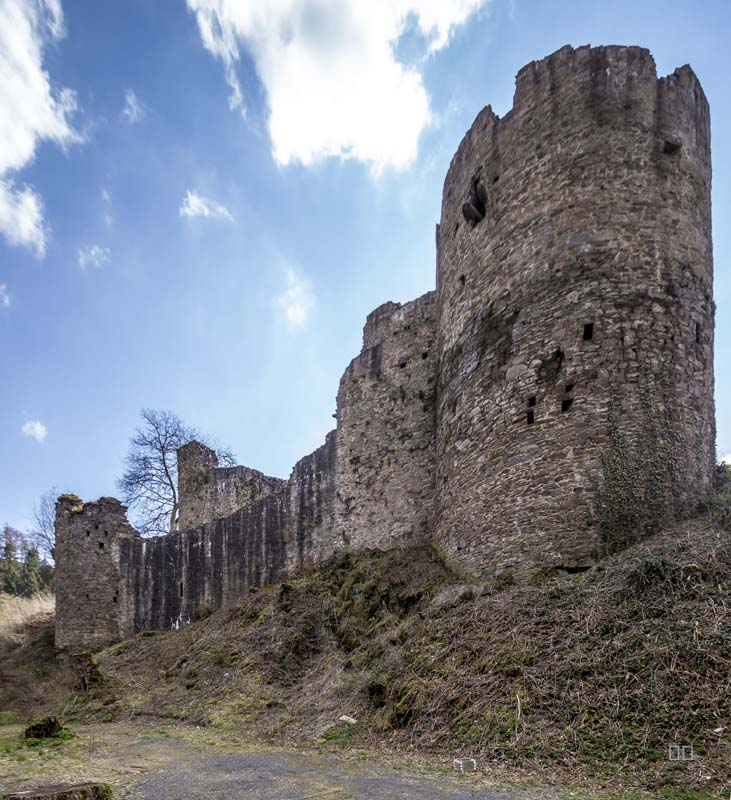
Ruine der Burg Ehrenstein im Vorderen Westerwald
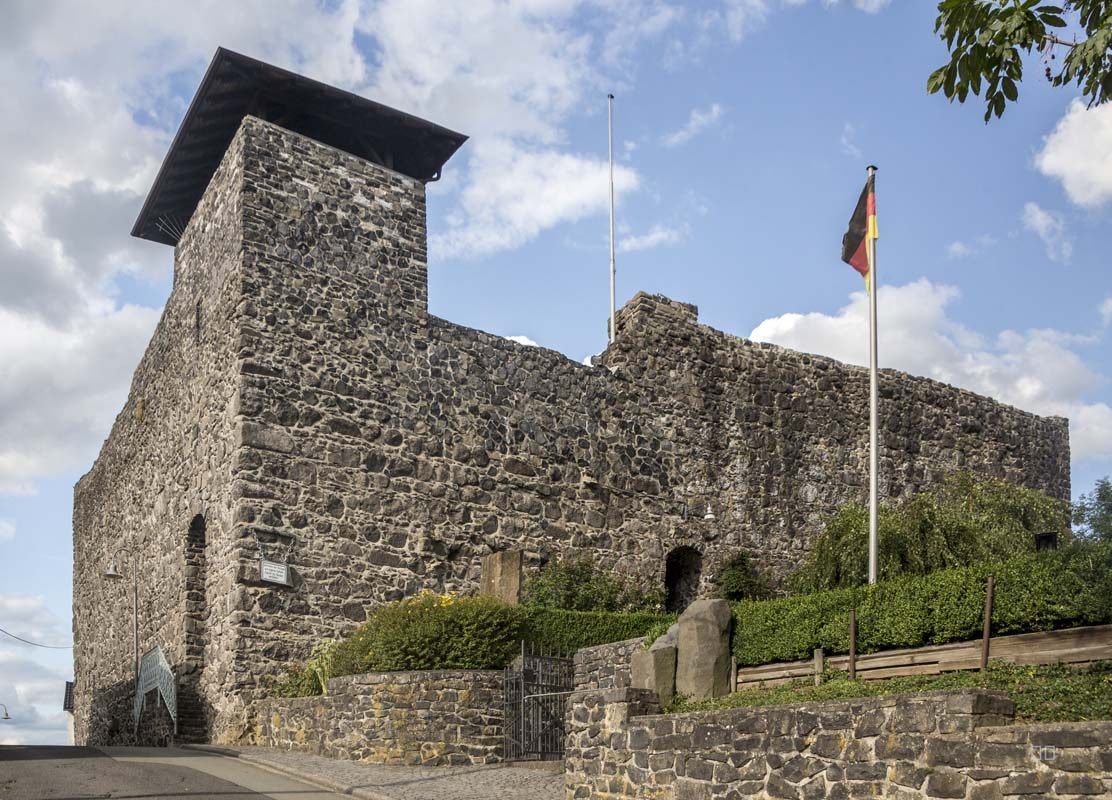
Burg Ellar im Hessischen Westerwald
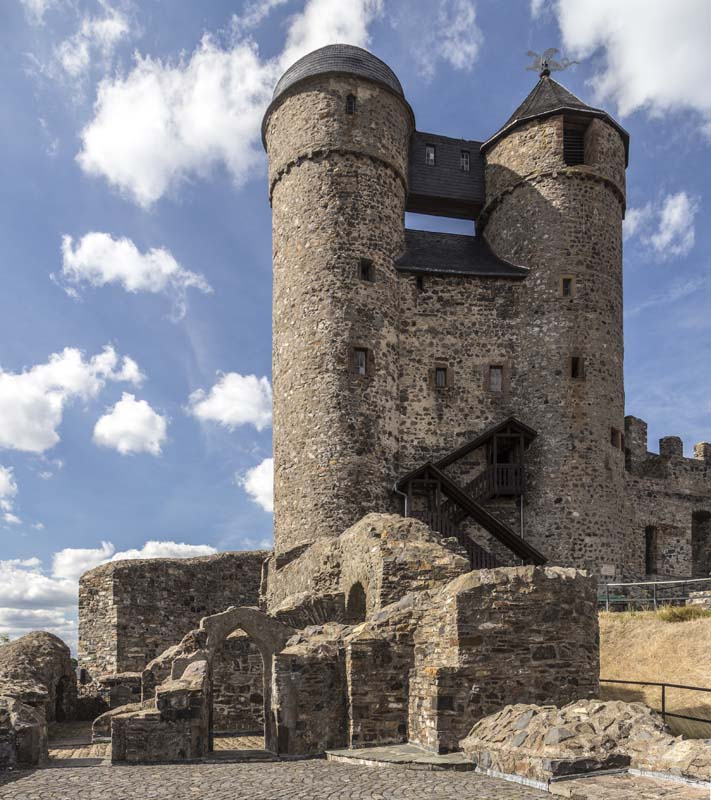
Burg Greifenstein im Hessischen Westerwald
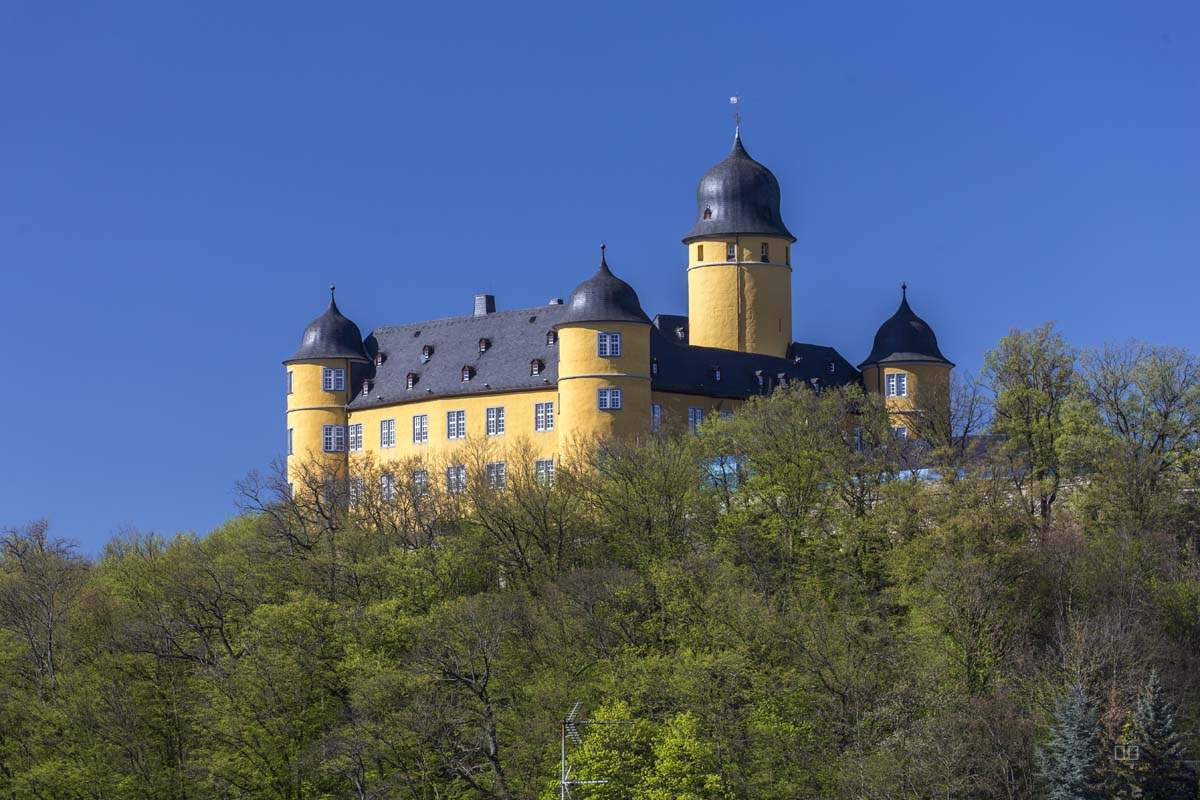
Schloss Montabaur
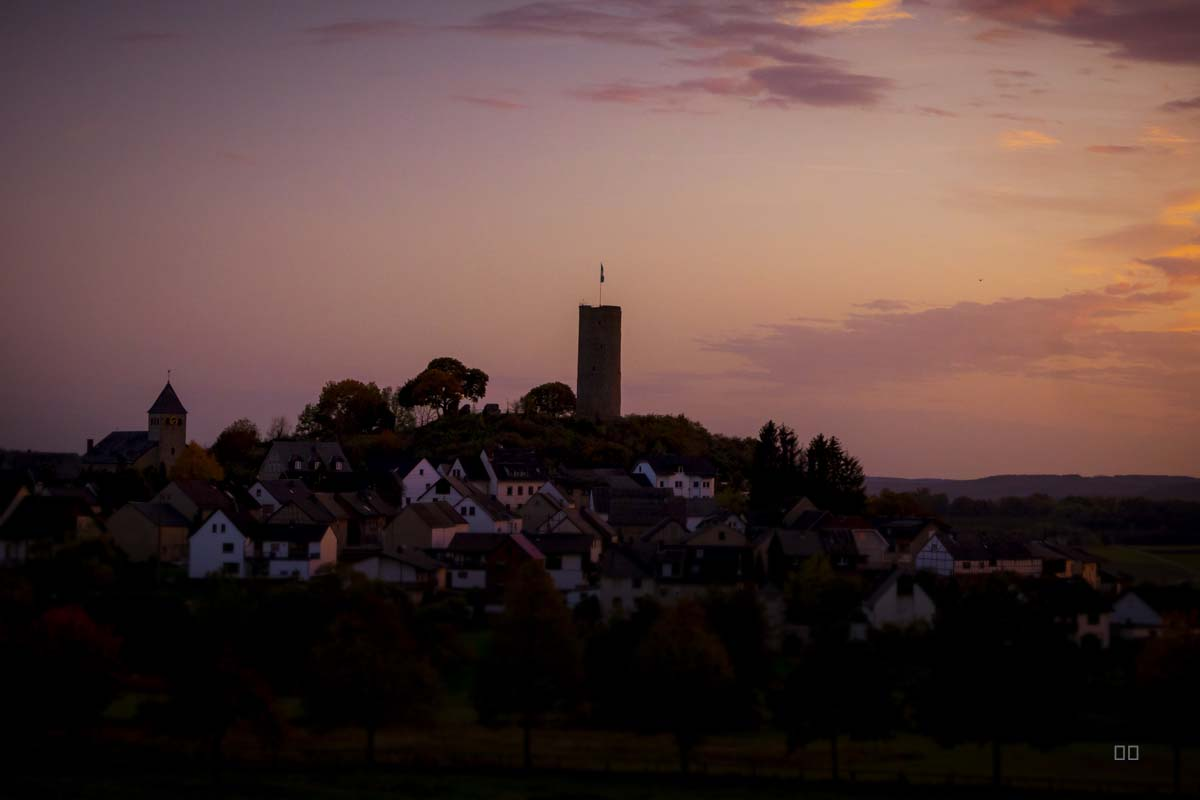
Burg Hartenfels
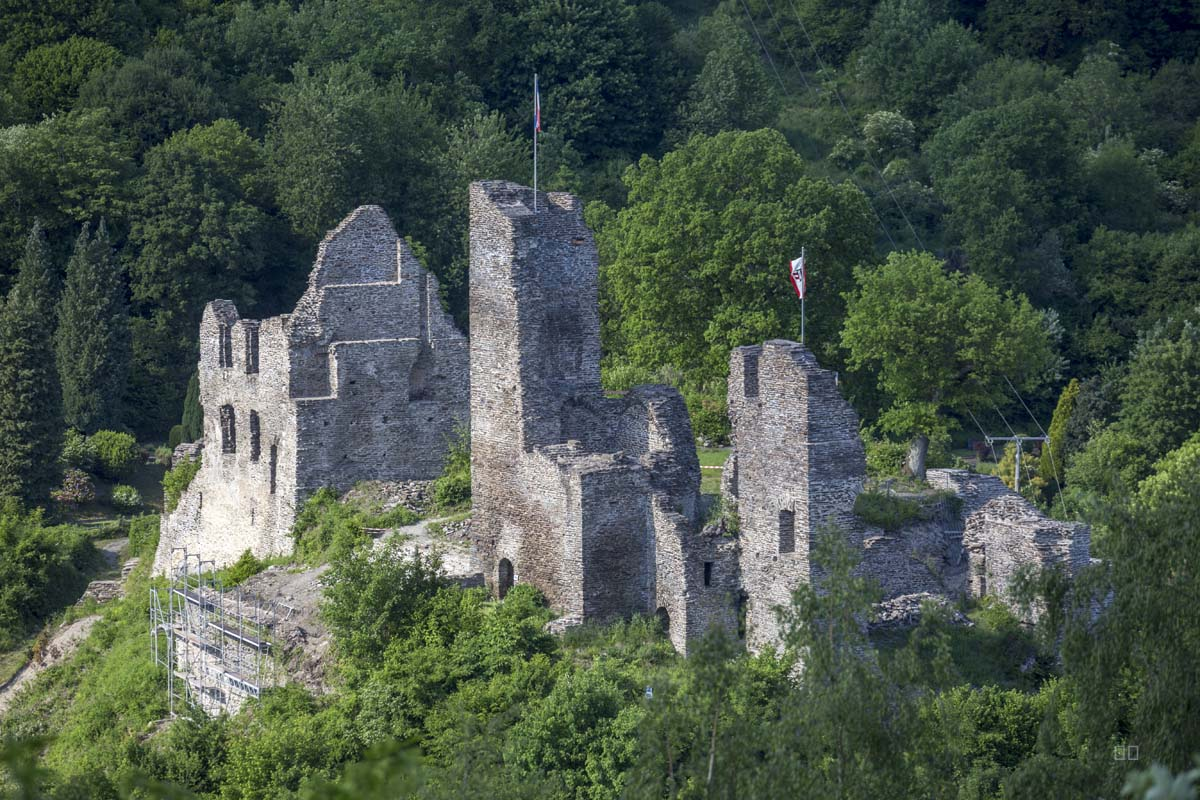
Ruine der Isenburg über dem gleichnamigen Ort

Der Westerwald war geprägt durch die Kleinteiligkeit seiner Herrschaftsgebiete, wofür die vielen Burgen und Burgruinen heute noch Zeugnis ablegen. Nach vielen Besitzerwechseln durch die Adelsgeschlechter der Ottonen und Salier, waren es schließlich die Grafen von Sayn, Diez und Wied, die sich ausgedehnten Grundbesitz aneignen konnten. Besondere Bedeutung erlangten die Grafen von Laurenburg, die sich später Grafen von Nassau nannten. Im Osten gaben die Landgrafen von Hessen den Ton an, die sich in Machtkämpfen gegen das Erzbistum Mainz durchsetzen konnten. Außer den Häusern Nassau, Sayn und Wied waren vor allem Kurfürstentum Trier, Kurköln, im Südosten die Grafschaften Solms und im Nordwesten das Herzogtum Berg bedeutende Landesherren. Schließlich bestanden als Kleinterritorien die Grafschaften Westerburg und Holzappel.

### Neuzeit
Die politischen Verhältnisse vereinfachten sich bis zum 16. Jahrhundert. Zwischen den Einflusssphären der vier Großen (Mainz, Köln, Trier, Hessen) konnte das Haus Nassau sein Territorium an der Dill, zwischen Siegen und Nassau ausdehnen und festigen. Nach den napoleonischen Wirren teilte sich Nassau mit der neu erschienenen Großmacht Preußen weite Gebiete des Westerwaldes. Ein souveränes Herzogtum Nassau gab es bis zur Annexion durch Preußen im Jahr 1866.
Heute ist der Westerwald auf drei Bundesländer aufgeteilt: Hessen, Nordrhein-Westfalen und Rheinland-Pfalz.

### Namensgebung
Der Name „Westerwald“ wurde erstmals 1048 in einer kurtrierischen Urkunde erwähnt und bezeichnete damals nur die Waldgebiete westlich des Königshofs Herborn. Erst seit der Mitte des 19. Jahrhunderts wurde er allgemein gebräuchlich für das gesamte Mittelgebirge.
Der „Hohe Westerwald“ bildete seit dem Mittelalter das Kerngebiet der Herrschaft zum (auch: vom oder auf dem) Westerwald. Diese umfasste die drei „Gerichte“ (Amtsbezirke) Marienberg, Emmerichenhain und Neukirch. Die Herrschaft auf dem Westerwald kam später unter die Verwaltung der Herrschaft bzw. Grafschaft Beilstein.

## Wirtschaftliche Entwicklung
Der Westerwald galt lange Zeit als Gebiet mit schwacher Wirtschaftskraft, schlechter Infrastruktur und unattraktiven Unternehmensstandorten. Eine steigende Mobilität, zunehmende Erschließung von Gewerbeflächen, Förderprogramme, effektiveres Regional-Marketing und nicht zuletzt die Schaffung verkehrsgünstiger Anbindungen an die Ballungszentren Rhein/Main und Köln/Bonn trugen in den letzten Jahren zu einer steigenden Prosperität der Region bei. Damit einher ging auch eine Zunahme von sozialen, kulturellen und touristischen Angeboten, die den Westerwald für Menschen und Bürger zunehmend attraktiver machen. Die Bevölkerungsentwicklung der letzten Jahre belegt, dass beispielsweise der Westerwaldkreis ein Zuzugsraum innerhalb Rheinland-Pfalz mit überdurchschnittlichem Wachstumspotential ist.
Der Wirtschaftsraum Westerwald präsentiert sich mittlerweile als Standort zahlreicher großer und kleiner mittelständischer Gewerbe- und Industrieunternehmen mit teils weltweiten Aktivitäten und Niederlassungen. Hierbei hervorzuheben ist der Bereich von hoch spezialisiertem Maschinen- und Anlagenbau. Eine ganze Reihe von Produkten aus der Region hat einen hohen Bekanntheitsgrad und genießt internationales Ansehen. Auch unterschiedlichste Handwerksbereiche sind mit ihrer langen Tradition zunehmend wieder vermehrt in der Lage, den marktwirtschaftlichen Erfordernissen Rechnung zu tragen und in einem über die regionalen Grenzen hinausreichenden Wettbewerb ihre Produkte und Dienstleistungen erfolgreich zu platzieren.
Zu der positiven Entwicklung beigetragen hat sicherlich die verbesserte Anbindung an die umliegenden Ballungsregionen, insbesondere durch den ICE-Bahnhof in Montabaur, in dessen unmittelbaren Umfeld sich neue Unternehmen ansiedelten. 

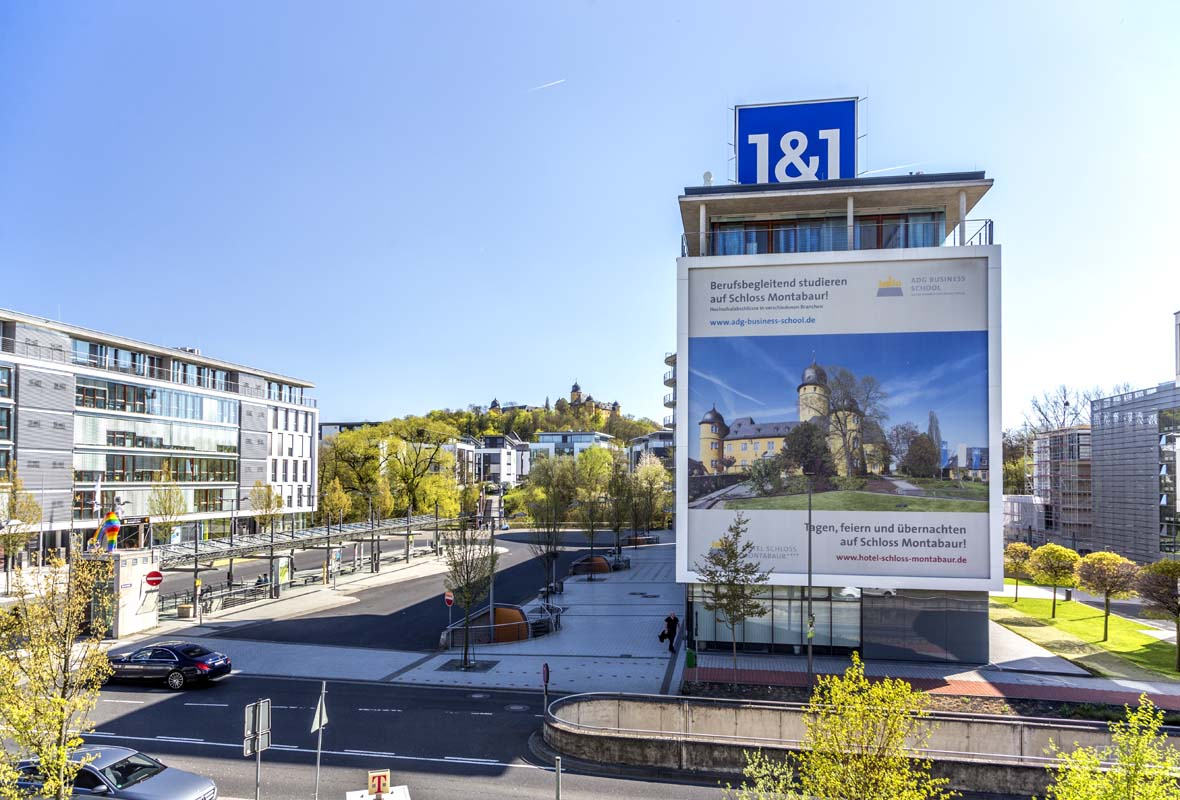
Neues Büroviertel Montabaur

Stark zugenommen hat in den letzten Jahren die Nutzung der teils kräftigen Winde durch Windkraftparks. 

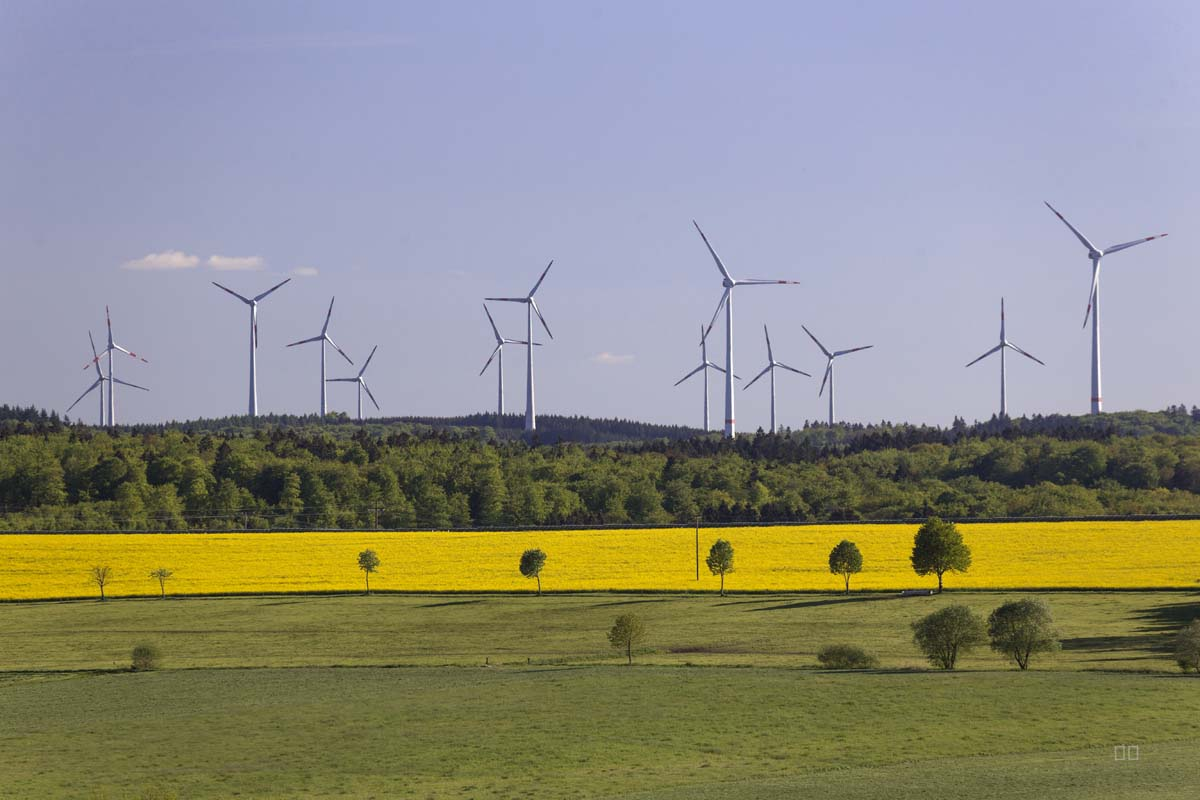
Windkraftpark am Hartenfelser Kopf

Im Laufe der vergangenen Jahre verloren jedoch auch einige Wirtschaftszweige ihre einstige Bedeutung. Dazu gehört neben dem Bergbau auch die Landwirtschaft.

## Verkehrsanbindung

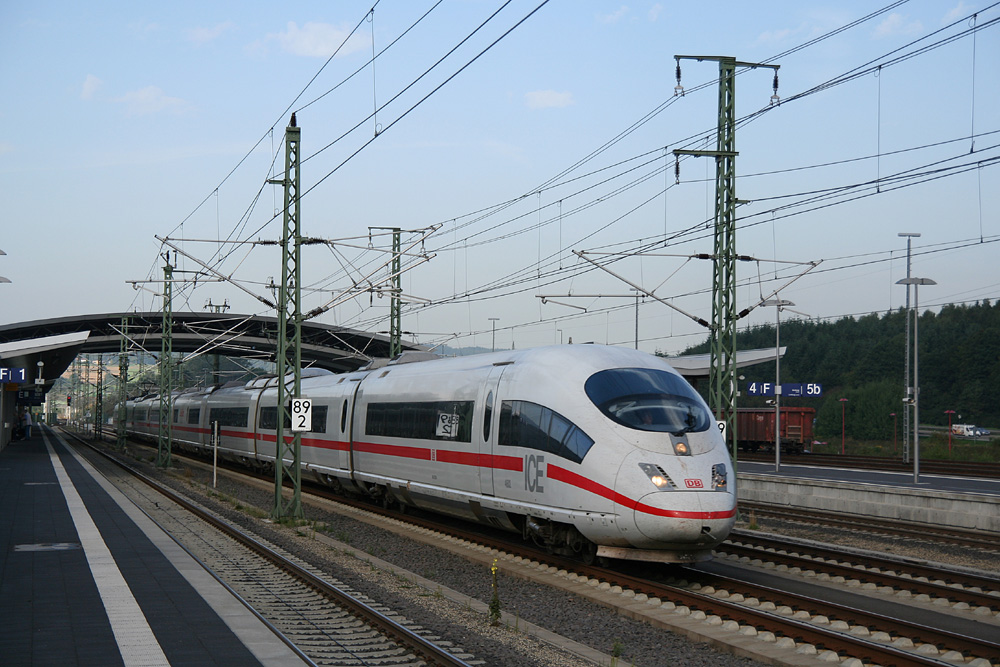
Bahnhof Montabaur

Der Westerwald und seine Randgebiete werden von Abschnitten der Bundesautobahn 3 und der Bundesstraßen 8, 42, 49, 54, 62, 255, 256, 277, 413 und 414 durchzogen, über die auch Verbindung zu den Bundesautobahnen 45 und 48 besteht.
Wichtige Buslinien sind die Linie 460 (Montabaur–Neuhäusel–Koblenz) sowie die Linie 116 (Montabaur–Westerburg–Bad Marienberg/Rennerod), die Buslinie 115 (Montabaur Bahnhof/FOM–Hachenburg) und die Linie 450 (Montabaur–Nentershausen–Diez–Limburg).
Es führen mehrere Eisenbahnstrecken durch den Westerwald, darunter die Schnellfahrstrecke Köln–Rhein/Main mit Bahnhöfen in Montabaur und Limburg. Außerdem ist der Westerwald unter anderem über den im „Hohen Westerwald“ gelegenen Flughafen Siegerland per Flugzeug für Geschäftsreisende und den Frachtverkehr zugänglich. Die internationalen Großflughäfen Frankfurt/Rhein-Main und Köln/Bonn.
Durch den Westerwald verlaufen im SPNV die Linien RB29, Unterwesterwaldbahn (Limburg–Diez Ost–Montabaur–Siershahn) sowie die RB90, Westerwald-Sieg-Bahn (Limburg–Diez Ost–Hadamar–Westerburg–Hachenburg–Altenkirchen–Au–Wissen–Siegen).
Stillgelegte Eisenbahnstrecken im SPNV sind:
- Westerwaldquerbahn (Montabaur-Wallmerod-Westerburg-Fehl-Ritzhausn-Rennerod-Herborn)
- Bahnstrecke Engers-Au (Engers-Grenzau-Ransbach (Westerwald)-Siershahn-Selters-Puderbach-Altenkirchen)
- Bahnstrecke Grenzau-Hillscheid (Grenzau - Höhr-Grenzhausen - Hillscheid)
- Kleinbahn Selters-Hachenburg (Selters-Hattert-Abtei Marienstatt-Hachenburg)
- Bahnstrecke Erbach-Fehl-Ritzhausen (Nistertal-Bad Marienberg-Fehl-Ritzhausen)

Seit dem 1. Januar 2017 gilt im Westerwaldkreis — und damit im ganzen rheinland-pfälzischen Teil des Westerwaldes — für Busse und Nahverkehrszüge der Tarif des Verkehrsverbundes Rhein-Mosel (VRM). Der hessische Teil gehört zum Rhein-Main-Verkehrsverbund (RMV), sowie in Nordrhein-Westfalen der rheinische zum Verkehrsverbund Rhein-Sieg (VRS) und das Siegerland zum Zweckverband Nahverkehr Westfalen-Lippe (NWL).
Die benachbarten Städte Koblenz und Bendorf bieten darüber hinaus Häfen für die Binnenschifffahrt.
Der Marienwanderweg verbindet das ehemalige Franziskanerkloster in Seelbach Marienthal mit dem Zisterzienserkloster in Marienstatt in Streithausen bei Hachenburg.

## Tourismus und Kultur
Der Westerwald entwickelt sich zunehmend zu einer Region mit attraktiven Naherholungsgebieten für die Ballungszentren Rhein/Main und Köln/Bonn. Ein Schwerpunkt hierbei sind die zahlreichen Wandermöglichkeiten, insbesondere der im Jahre 2008 eröffnete Westerwaldsteig sowie ein Netz an Kurz- und Rundtouren im Halbtages- bzw. Tagesformat, die sogenannten Wäller Touren. Von Rheinbrohl bis Bad Ems führt der Limeswanderweg als Teilabschnitt des Deutschen Limes-Wanderwegs durch den Westerwald. Daneben finden sich anspruchsvolle kulturelle Angebote (historische Museen, Ausstellungen, Kunst in der Natur, Theater, Konzerte und Veranstaltungen jeglicher Art) ebenso, wie ausgiebige Möglichkeiten an sportlichen Aktivitäten (Segelfliegen, Fallschirmspringen, Paragliding, Drachenfliegen, Mountainbiking, Flusswandern, Kanufahren, Reiten, Golf etc.). Zudem gibt es zahlreiche Wintersportmöglichkeiten mit entsprechender Infrastruktur (Loipen, Skilifte). Auch das Angebot an Wellness- und Gesundheitsprogrammen wächst. Zahlreiche Kur- und Luftkurorte bieten hierfür gute Rahmenbedingungen.
Der Westerwald hat eine lange Tradition des Bergbaus. Zwar sind heutzutage alle ehemaligen Schächte, Förderanlagen und Gruben geschlossen, eine ganze Reihe von ihnen sind jedoch zu Industriedenkmälern umgewandelt worden, die besichtigt werden können. Zu ihnen gehören unter anderem:
- Füsseberg
- Grube Bindweide
- Grube Georg
- Neugrünebacher Hütte
- Tertiär- und Industrie-Erlebnispark Stöffel.

Seit Mai 2009 kann in Breitscheid auch eine Tropfsteinhöhle besichtigt werden, das so genannte Herbstlabyrinth.
Dem Bedarf an Restaurationsbetrieben und Übernachtungsmöglichkeiten wird entsprechend Rechnung getragen. Das Angebot reicht vom einfachen Campingplatz über Landgasthöfe, Ferienwohnungen bis hin zum luxuriösen Sterne-Hotel mit 18-Loch-Golfanlage. Die kulinarischen Angebote stehen dieser Qualität in nichts nach.

## Westerwälder Küche
Die Westerwälder Küche ist einfach und basiert im Wesentlichen auf dem, was die Region an Zutaten selbst zu bieten hat. Hierzu gehört an erster Stelle die Kartoffel, unter anderem als Grundlage für ein typisches Westerwälder Gericht, den Döppekooche. Bohnen, Wirsing, Grün-, Blumen-, Rosen- und Rotkohl sowie Sauerkraut und Rübstiel sind die typischen Gemüse- und Knollensorten. Die meist einfachen Gerichte, die daraus hergestellt werden, verfügen jedoch über einen großen Variantenreichtum hinsichtlich ihrer Zubereitungsart, die von Ort zu Ort sehr unterschiedlich sein kann. Demnach wird zum Beispiel ein Kartoffelkuchen aus Hardt anders hergestellt als ein solcher aus Daaden. Die geringe Wirtschaftskraft in früheren Zeiten trug mit dazu bei, mit Einfalls- und Ideenreichtum aus den wiederkehrenden Grundzutaten eine Vielzahl unterschiedlicher Speisen zuzubereiten. In den Westerwälder Steinzeugtöpfen süß oder sauer Eingelegtes, Aufläufe, Eintöpfe und Suppen wurden hin und wieder ergänzt durch Hackbraten, Hasenpfeffer oder Fleischklöße (Hachenburger Ischel) – zu Festtagen auch mit Gänse-, Schweine- oder Wildbraten. Die winterlichen Schlachtfeste produzieren noch heute verschiedenste Wurstsorten wie Blut-, Brat- und Leberwurst oder auch das regionale Pannas. Die Einfachheit der Speisen bescherte ihnen jedoch schnell den Ruf von „Armeleuteessen“, woran auch zum Beispiel Gerichte mit der Bezeichnung „Armer Ritter“ erinnern. Auch der Hering – eingelegt, gebraten, im Glas oder als Salat sehr beliebt – galt als Armeleuteessen. Trotzdem gehört bis heute auch ein großes Angebot an verschiedenen Kuchen und Waffeln zu den typischen Westerwälder Spezialitäten, zum Beispiel Rimmelskuchen oder Pitzjeskuchen. Weitere typische Süßspeisen sind Apfelmus (häufig in Verbindung mit Dippekuchen oder Kartoffelpuffern) sowie Eierkäs', eine in speziellen Steingutformen zum Stocken gebrachte Mischung aus geschlagenen Eiern, Milch und Zucker. Auch entdeckt man zunehmend wieder die alte Tradition, das Brot selbst in einem Backes (Backhaus) zu backen, was seinerzeit ein gesellschaftliches Ereignis war, gilt doch das dörfliche Backhaus quasi als Vorläufer der Gemeindehäuser.
Trotz der Nähe zu den rheinischen Weinanbaugebieten trinkt man im Westerwald vor allem Bier, aus dem auch eine Biersuppe gemacht wird – bei Bedarf mit Rosinen oder einem Esslöffel Rum.
Der größte Dippekuchen der Welt, an dessen Herstellung elf Amateurköche beteiligt waren, wurde 1983 in einer Brotfabrik in Ebernhahn im Westerwald gebacken. Er ergab etwa 4000 Portionen bei einer Oberfläche von fast 5 m². Folgende Zutaten sind überliefert:
- 350 Kilogramm geschälte und geriebene Kartoffeln, 100 Liter Milch, 250 eingeweichte Brötchen, 50 Kilogramm Dörrfleisch, 30 Liter Speiseöl, 6 Kilogramm Salz, 1 Kilogramm Pfeffer, 250 Gramm Muskat und 300 Eier.

## Persönlichkeiten
Mit dem Westerwald sind eine ganze Reihe bekannter Personen aus Kultur, Politik, Wirtschaft und Sport verbunden. Hier auszugsweise einige Beispiele:
Kultur: Paul Deussen • Ferdinand Ebert • Heiner Feldhoff • Hellmuth Gensicke • Alexander Graf von Hachenburg • Ludwig Hofmann • Karl Löber • Hanns-Josef Ortheil • Karl Ramseger-Mühle • Wilhelm Reuter • Hermann Josef Roth • August Sander • Salamat Schiftah • Klaus-Peter Wolf • Erwin Wortelkamp
Politik: Sabine Bätzing-Lichtenthäler • Hans-Artur Bauckhage • Alfred Beth • Emil Bettgenhäuser • Theodor Blank • Wilhelm Boden • Ludwig Eich • Hendrik Hering • Georg Leber • Michael Lieber • Friedrich Wilhelm Raiffeisen • Heinrich Roth • Rudolf Scharping • Heinrich Friedrich Karl vom und zum Stein • Adolf von Nassau • Franz-Josef Wuermeling
Religion: Johann Wilhelm Bausch • Thomas Denter • Rosa Flesch • Joseph Höffner • Ignatius Lötschert • Katharina Kasper • Diether von Nassau • Bruno von Sayn • Johann Philipp von Walderdorff • Siegfried von Westerburg
Sport: Thomas Kraft • Jacqueline Lölling • Jan Schlaudraff - Ekkhard Schmidt-Opper • Amand Theis • Roman Weidenfeller

## Rezeption

### Westerwaldlied
Bekannt ist der Westerwald insbesondere durch das Westerwaldlied (auch unter den Namen O(h), du schöner Westerwald und Westerwaldmarsch), komponiert 1935 von Joseph Neuhäuser nach einem älteren Westerwälder Volkslied. Weitere vor allem volkstümliche Lieder sind Westerwald, du bist so schön, Tief im Westerwald, das „neue Westerwaldlied“ des Liedermachers Ulrik Remy: Ich bin aus ’m Westerwald und Das schönste Mädchen vom Westerwald von Karl-Eberhard Hain und Jürgen Hardeck (Ignotum), bekannt gemacht durch De Höhner, Die Schröders und andere Gruppen.

### Die Westerwälder
Die Westerwälder werden im Volksmund als „Wäller“ und oft auch als „Basaltköpp“ bezeichnet, da sie als dickköpfig gelten und in einer sehr basaltreichen Region leben.

### Sprache
Im größten Teil der Westerwaldregion werden Mundarten des Wäller Platt, einer moselfränkischen Dialektgruppe, gesprochen. Als Teil des kontinentalwestgermanischen Dialektkontinuums gehen diese allmählich an ihren Rändern in die benachbarten Dialekte über.

## Bibliographie
- Hermann Josef Roth: Naturkundliche Bibliographie des rechtsrheinischen Schiefergebirges zwischen Lahn und Sieg (Planaria: Bd. 3). Biologische Station „Bergisches Land“, Overath 1989, ISSN 0931-3737.

## Allgemeine Quellen
- BfN
  - Kartendienste
  - Landschaftssteckbriefe des Bundesamtes für Naturschutz (Hinweise) – nach Haupteinheiten:
    - 291 (Mittelrheinisches Becken)
      - 29101 Mittelrheinisches Becken
      - 29102 Neuwieder Rheintalaufweitung

    - 292 (Unteres Mittelrheingebiet)
      - 29201 Rhein-Ahr-Terrassen und Linzer Terrasse
      - 29202 Unteres Mittelrheintal

    - 310 (Lahntal)
      - 31000 Lahntal

    - 321 (Dilltal)
      - 32100 Dilltal

    - 322 (Hoher Westerwald)
      - 32200 Hoher Westerwald

    - 323 (Oberwesterwald)
      - 32301 Oberwesterwälder Kuppenland und Dreifelder Weiherland
      - 32302 Südoberwesterwälder Hügelland mit Gaudernbacher Platte
      - 32304 Dillwesterwald

    - 324 (Niederwesterwald)
      - 32401 Niederwesterwald
      - 32402 Montabaurer Westerwald

    - 330 (Mittelsiegbergland)
      - 33003 Südliches Mittelsiegbergland (Siegerwesterwald)